# الطواف العالمي لكرة المضرب النسائية برعاية الاتحاد الدولي لكرة المضرب – 2023 (أكتوبر–ديسمبر)
أقيم الطواف العالمي لكرة المضرب النسائية لسنة 2023 برعاية الاتحاد الدولي لكرة المضرب ويندرج ضمن الرتبة الثانية لمنافسات المحترفات في كرة المضرب. يحتل مرتبة أدنى من جولة رابطة محترفات كرة المضرب (WTA). تشمل جولة الاتحاد الدولي لكرة المضرب للسيدات بطولات في ست فئات مع جوائز مالية تتراوح من 15،000 دولار إلى 100،000 دولار.

## المواسم
| مواسم الطواف العالمي لكرة المضرب النسائية برعاية الاتحاد الدولي لكرة المضرب | مواسم الطواف العالمي لكرة المضرب النسائية برعاية الاتحاد الدولي لكرة المضرب | مواسم الطواف العالمي لكرة المضرب النسائية برعاية الاتحاد الدولي لكرة المضرب | مواسم الطواف العالمي لكرة المضرب النسائية برعاية الاتحاد الدولي لكرة المضرب | مواسم الطواف العالمي لكرة المضرب النسائية برعاية الاتحاد الدولي لكرة المضرب | مواسم الطواف العالمي لكرة المضرب النسائية برعاية الاتحاد الدولي لكرة المضرب | مواسم الطواف العالمي لكرة المضرب النسائية برعاية الاتحاد الدولي لكرة المضرب | مواسم الطواف العالمي لكرة المضرب النسائية برعاية الاتحاد الدولي لكرة المضرب | مواسم الطواف العالمي لكرة المضرب النسائية برعاية الاتحاد الدولي لكرة المضرب | مواسم الطواف العالمي لكرة المضرب النسائية برعاية الاتحاد الدولي لكرة المضرب |
| تسعينيات القرن العشرين                                                      | تسعينيات القرن العشرين                                                      | تسعينيات القرن العشرين                                                      | تسعينيات القرن العشرين                                                      | تسعينيات القرن العشرين                                                      | تسعينيات القرن العشرين                                                      | تسعينيات القرن العشرين                                                      | تسعينيات القرن العشرين                                                      | تسعينيات القرن العشرين                                                      | تسعينيات القرن العشرين                                                      |
| --------------------------------------------------------------------------- | --------------------------------------------------------------------------- | --------------------------------------------------------------------------- | --------------------------------------------------------------------------- | --------------------------------------------------------------------------- | --------------------------------------------------------------------------- | --------------------------------------------------------------------------- | --------------------------------------------------------------------------- | --------------------------------------------------------------------------- | --------------------------------------------------------------------------- |
| 1994                                                                        | 1995                                                                        | 1995                                                                        | 1996                                                                        | 1997                                                                        | 1998                                                                        | 1999                                                                        |                                                                             |                                                                             |                                                                             |
| العقد الأول من القرن 21                                                     |                                                                             |                                                                             |                                                                             |                                                                             |                                                                             |                                                                             |                                                                             |                                                                             |                                                                             |
| 2000                                                                        | 2001                                                                        | 2002                                                                        | 2003                                                                        | 2004                                                                        | 2005                                                                        | 2006                                                                        | 2007                                                                        | 2008 الربع الأول · الربع الثاني · الربع الثالث                              | 2009                                                                        |
| العقد الثاني من القرن 21                                                    |                                                                             |                                                                             |                                                                             |                                                                             |                                                                             |                                                                             |                                                                             |                                                                             |                                                                             |
| 2010 الربع الأول · الربع الثاني · الربع الثالث · الربع الرابع               | 2011 الربع الأول · الربع الثاني · الربع الثالث · الربع الرابع               | 2012 الربع الأول · الربع الثاني · الربع الثالث · الربع الرابع               | 2013 الربع الأول · الربع الثاني · الربع الثالث · الربع الرابع               | 2014 الربع الأول · الربع الثاني · الربع الثالث · الربع الرابع               | 2015 الربع الأول · الربع الثاني · الربع الثالث · الربع الرابع               | 2016 الربع الأول · الربع الثاني · الربع الثالث · الربع الرابع               | 2017 الربع الأول · الربع الثاني · الربع الثالث · الربع الرابع               | 2018 الربع الأول · الربع الثاني · الربع الثالث · الربع الرابع               | 2019 الربع الأول · الربع الثاني · الربع الثالث · الربع الرابع               |
| العقد الثالث من القرن 21                                                    |                                                                             |                                                                             |                                                                             |                                                                             |                                                                             |                                                                             |                                                                             |                                                                             |                                                                             |
| 2020 الربع الأول · الربع الثاني · الربع الثالث · الربع الرابع               | 2021 الربع الأول · الربع الثاني · الربع الثالث · الربع الرابع               | 2022 الربع الأول · الربع الثاني · الربع الثالث · الربع الرابع               | 2023 الربع الأول · الربع الثاني · الربع الثالث · الربع الرابع               | 2024 الربع الأول · الربع الثاني · الربع الثالث · الربع الرابع               | 2025 الربع الأول · الربع الثاني · الربع الثالث · الربع الرابع               |                                                                             |                                                                             |                                                                             |                                                                             |

## المفتاح
| الفئة       |
| ----------- |
| بطولات W100 |
| بطولات W80  |
| بطولات W60  |
| بطولات W40  |
| بطولات W25  |
| بطولات W15  |

## الأشهر

### أكتوبر
| الأسبوع   | البطولة                                                                                       | الفائزات                                                  | الوصيفات                                  | المتأهلات لنصف النهائي                  | المتأهلات لربع النهائي                                                          |
| --------- | --------------------------------------------------------------------------------------------- | --------------------------------------------------------- | ----------------------------------------- | --------------------------------------- | ------------------------------------------------------------------------------- |
| 2 أكتوبر  | افتتاح بطولة جورجيا للتنس في روما 2 روما، الولايات المتحدة صلب (داخلية) W60 فردي – مزدوج      | ماكارتني كيسلر 6–2، 6–1                                   | غريس مين                                  | ريناتا زارازوا جيمي لوب                 | أنستازيا تيخونوفا · إلسا جاكيموت · آن لي · فيكتوريا هو                          |
| 2 أكتوبر  | افتتاح بطولة جورجيا للتنس في روما 2 روما، الولايات المتحدة صلب (داخلية) W60 فردي – مزدوج      | صوفيا سيوينغ · أنستازيا تيخونوفا · 4–6، 6–3، [10–7]       | روبن أندرسون فرناندا كونتريرز             | ريناتا زارازوا جيمي لوب                 | أنستازيا تيخونوفا · إلسا جاكيموت · آن لي · فيكتوريا هو                          |
| 2 أكتوبر  | بطولة لشبونة بيليم المفتوحة لشبونة، البرتغال طين W40 فردي وزوجي                               | كاتارينا زافاتسكا 6–3، 2–6، 7–5                           | جرجانا توبالوفا                           | كارلوتا مارتينيز سيريز فرانسيسكا خورخي  | أليس رامي غيومار مارستاني أنيتا كوتشموفا ديانا رادانوفيتش                       |
| 2 أكتوبر  | بطولة لشبونة بيليم المفتوحة لشبونة، البرتغال طين W40 فردي وزوجي                               | أندريا غاميز إيفا فدر 6–1، 6–2                            | تايسييا مورديرجر يانا مورديرجر            | كارلوتا مارتينيز سيريز فرانسيسكا خورخي  | أليس رامي غيومار مارستاني أنيتا كوتشموفا ديانا رادانوفيتش                       |
| 2 أكتوبر  | كيرنز (ولاية كوينزلاند)، أستراليا صلب W25 فردي وزوجي                                          | ديستاني أيافا بالتخلي                                     | ليزيت كابرييرا                            | ماديسون إنغليس غابرييلا دا سيلفا فيك    | يوكي نايتو تايلا بريستون تاليا غيبسون إيفانا بوبوفيتش                           |
| 2 أكتوبر  | كيرنز (ولاية كوينزلاند)، أستراليا صلب W25 فردي وزوجي                                          | يوكي نايتو ناهو ساتو 4–6، 6–3، [10–2]                     | ليزيت كابرييرا ماديسون إنغليس             | ماديسون إنغليس غابرييلا دا سيلفا فيك    | يوكي نايتو تايلا بريستون تاليا غيبسون إيفانا بوبوفيتش                           |
| 2 أكتوبر  | ماكينوهارا (شيزوكا)، اليابان سجاد W25 فردي وزوجي                                              | سارا سايتو 6–4، 6–3                                       | تاسابون ناكلو                             | شيهو أكيتا رينا سايغو                   | أيانو شيميزو سكي إمامورا هيرومي أبي جوانا جارلاند                               |
| 2 أكتوبر  | ماكينوهارا (شيزوكا)، اليابان سجاد W25 فردي وزوجي                                              | هيرومي آبي أنري ناغاتا 1–6، 7–5، [10–8]                   | رينا سايغو يوكونا سايغو                   | شيهو أكيتا رينا سايغو                   | أيانو شيميزو سكي إمامورا هيرومي أبي جوانا جارلاند                               |
| 2 أكتوبر  | رانس، فرنسا Hard (i) W25 فردي وزوجي                                                           | أليسون فان يوتفانخ 6–4، 6–4                               | جوليا أفدييفا                             | مارثينا كوبكا مارغو ريفروي              | فالنتينا رايزر إميلين دارترون منى بارثل باتريسيا ماريا تيغ                      |
| 2 أكتوبر  | رانس، فرنسا Hard (i) W25 فردي وزوجي                                                           | مارثينا كوبكا ليزا زار 6–3، 6–2                           | جوليا أفدييفا · آنا تشيكانسكايا           | مارثينا كوبكا مارغو ريفروي              | فالنتينا رايزر إميلين دارترون منى بارثل باتريسيا ماريا تيغ                      |
| 2 أكتوبر  | بازا، إسبانيا Hard W25 فردي وزوجي                                                             | ليا بوشكوفيتش 6–3، 6–2                                    | ألينا تشاريفا                             | أوليفيا جاديكي لينا جلوشكو              | سافو ساكيلاريدي مايا شوالينسكا غابرييلا كنوتسن سوزان بانديتشي                   |
| 2 أكتوبر  | بازا، إسبانيا Hard W25 فردي وزوجي                                                             | أوليفيا جاديكي سامانثا موراي (تنس) 7–5، 4–6، [10–4]       | ليا بوشكوفيتش أنجيلا فيتا بولودا          | أوليفيا جاديكي لينا جلوشكو              | سافو ساكيلاريدي مايا شوالينسكا غابرييلا كنوتسن سوزان بانديتشي                   |
| 2 أكتوبر  | سانتا مارغريتا دي بولا، إيطاليا Clay W25 فردي وزوجي                                           | جورجيا بيدون 6–2، 7–5                                     | آني مينتيجي ديل أولمو                     | يلينا إن-ألبون نوريا برانكاكيو          | أورورا زانتيديتشي نيكولا بارتونكوفا فيديريكا أورجيسي دليلا سبيتييري             |
| 2 أكتوبر  | سانتا مارغريتا دي بولا، إيطاليا Clay W25 فردي وزوجي                                           | فيرونيكا إريافيتش جوستينا ميكولسكيت 7–6(8–6)، 6–0         | نوريا برانكاكيو أنجليكا موراتيلي          | يلينا إن-ألبون نوريا برانكاكيو          | أورورا زانتيديتشي نيكولا بارتونكوفا فيديريكا أورجيسي دليلا سبيتييري             |
| 2 أكتوبر  | مندوزا، الأرجنتين Clay W25 فردي وزوجي                                                         | سولانا سييرا 6–1، 6–3                                     | مارتينا كابورو تابوردا                    | فيكتوريا رودريغيز لويسينا جيوفانيني     | جولييتا لارا إستابل سيلينا جانيشيفيتش كارولينا ألفيس نيكول فوسا هيرغو           |
| 2 أكتوبر  | مندوزا، الأرجنتين Clay W25 فردي وزوجي                                                         | رومينا كونو فيكتوريا رودريغيز 6–3، 6–3                    | نيكول فوسا هيرغو لويزا ماير أويف دير هايد | فيكتوريا رودريغيز لويسينا جيوفانيني     | جولييتا لارا إستابل سيلينا جانيشيفيتش كارولينا ألفيس نيكول فوسا هيرغو           |
| 2 أكتوبر  | ردينغ، الولايات المتحدة Hard W25 فردي وزوجي                                                   | إيفا جوفيتش 6–4، 6–2                                      | ساياكا إيشي                               | تايرا كاترينا غرانت هانا تشانغ          | كايلي ماكنزي فاليري غلوزمان جيسي آني إلفينا كالييفا                             |
| 2 أكتوبر  | ردينغ، الولايات المتحدة Hard W25 فردي وزوجي                                                   | ليف هوفدي كليرفي نغونو 6–3، 7–5                           | كايلا كروس ماريا فرناندو هيرازو           | تايرا كاترينا غرانت هانا تشانغ          | كايلي ماكنزي فاليري غلوزمان جيسي آني إلفينا كالييفا                             |
| 2 أكتوبر  | شيبينيك، كرواتيا Clay W15 فردي وزوجي                                                          | ديميترا بافلو 7–5، 6–4                                    | يانا بوجوفيتش                             | لارا سالدين دينيشا هيندوفا              | لوسي أوربانوفا إيفا إيفانوفا سوانا توتشاكوفيتش ماتيلد نجيجول كاريه              |
| 2 أكتوبر  | شيبينيك، كرواتيا Clay W15 فردي وزوجي                                                          | تيا نيكتشيفيتش لوسي أوربانوفا 7–5، 7–6(7–4)               | ماري فوجت إيفا ماري فوراتشيك              | لارا سالدين دينيشا هيندوفا              | لوسي أوربانوفا إيفا إيفانوفا سوانا توتشاكوفيتش ماتيلد نجيجول كاريه              |
| 2 أكتوبر  | باد والترسدورف، النمسا ترابية W15 الفردي والزوجي                                              | تمارا تشروفيتش 6–4، 7–5                                   | جوليا ستاماتوفا                           | إيما سلافيكوفا ايستر ميرى               | لارا شميت شتيفانيا بويكا أنستاسيا سافتة كونستانزا ترافرسي                       |
| 2 أكتوبر  | باد والترسدورف، النمسا ترابية W15 الفردي والزوجي                                              | دينيزا هردينكوفا لورا سفاتيكوفا 7–6(7–5)، 6–2             | تمارا تشروفيتش نيكولا داوبنيروفا          | إيما سلافيكوفا ايستر ميرى               | لارا شميت شتيفانيا بويكا أنستاسيا سافتة كونستانزا ترافرسي                       |
| 2 أكتوبر  | شرم الشيخ، مصر صلبة W15 الفردي والزوجي                                                        | ساندرا سمير 5–7، 6–3، 7–5                                 | إلينا-تيودورا كادار                       | كاتارينا كوزموفا لميس الحسين عبد العزيز | ميرنا رفعت · إيفجينيا بيردينا · أرليندا روشتي · داريا سويردجنكوفا               |
| 2 أكتوبر  | شرم الشيخ، مصر صلبة W15 الفردي والزوجي                                                        | إلينا-تيودورا كادار أرليندا روشتي 2–6، 6–3، [11–9]        | ألكسندرا بوسبيلوفا · داريا زيلينسكايا     | كاتارينا كوزموفا لميس الحسين عبد العزيز | ميرنا رفعت · إيفجينيا بيردينا · أرليندا روشتي · داريا سويردجنكوفا               |
| 2 أكتوبر  | المنستير، تونس صلبة W15 الفردي والزوجي                                                        | جينا فيستل 6–1، 6–4                                       | أوانا جافريلا                             | مارينتي سيجبسما مارين سزوستاك           | ديانا مارتينوف تانيشا كاشياب أستريد لو يان فون إميلي ويلكر                      |
| 2 أكتوبر  | المنستير، تونس صلبة W15 الفردي والزوجي                                                        | أبيجيل آموس مارينتي سيجبسما 6–4، 6–1                      | فلافيه بروجنون أستريد لو يان فون          | مارينتي سيجبسما مارين سزوستاك           | ديانا مارتينوف تانيشا كاشياب أستريد لو يان فون إميلي ويلكر                      |
| 9 أكتوبر  | رانشو سانتا في أوبن رانشو سانتا في، الولايات المتحدة صلبة W60 الفردي – الزوجي                 | يوليا ستارودوبتسيفا 7–5، 6–3                              | لولو صن                                   | أناستاسيا تيخونوفا · هان جيانج شيو      | ساياكا إيشي · ماريا كوزيريفا · لويزا تشيريكو · إرين كايتانو                     |
| 9 أكتوبر  | رانشو سانتا في أوبن رانشو سانتا في، الولايات المتحدة صلبة W60 الفردي – الزوجي                 | ماكينا جونز يوليا ستارودوبتسيفا 6–3، 4–6، [10–6]          | تاتيانا بروزوروفا · ماديسون سيج           | أناستاسيا تيخونوفا · هان جيانج شيو      | ساياكا إيشي · ماريا كوزيريفا · لويزا تشيريكو · إرين كايتانو                     |
| 9 أكتوبر  | شينزين، الصين صلبة W40 الفردي والزوجي                                                         | ثاسابورن ناكلو 6–3، 7–5                                   | شي هان                                    | ياو شين شين لانلانا تارارودي            | كريستينا ملادينوفيتش يانغ ييدي تشو يي تسين نا دونغ                              |
| 9 أكتوبر  | شينزين، الصين صلبة W40 الفردي والزوجي                                                         | تشو إي-هسوان تشو يي تسين 7–5، 6–3                         | فينغ شو تشنغ وو شوانغ                     | ياو شين شين لانلانا تارارودي            | كريستينا ملادينوفيتش يانغ ييدي تشو يي تسين نا دونغ                              |
| 9 أكتوبر  | كينتا دو لاغو، البرتغال صلبة W40 الفردي والزوجي                                               | جابرييلا كنوتسون 6–4، 6–1                                 | هارييت دارت                               | أرينا روديونوفا إيلينا غابرييلا روس     | إيدن سيلفا هيذر واتسون إيلا سيدل داريا سيميونيستايا                             |
| 9 أكتوبر  | كينتا دو لاغو، البرتغال صلبة W40 الفردي والزوجي                                               | أوليفيا جاديكي هيذر واتسون 6–4، 6–1                       | فرانسيسكا خورخي ماتيلدي خورخي             | أرينا روديونوفا إيلينا غابرييلا روس     | إيدن سيلفا هيذر واتسون إيلا سيدل داريا سيميونيستايا                             |
| 9 أكتوبر  | هاماماتسو، اليابان سجاد W25 قرعة الفردي والزوجي                                               | جوانا جارلاند 6–2، 4–6، 6–4                               | أيانو شيميزو                              | هاروكا كاجي كيوكا أوكامورا              | فونا كوزاكي ساكي إمامورا رينا سايغو هيرومي آبي                                  |
| 9 أكتوبر  | هاماماتسو، اليابان سجاد W25 قرعة الفردي والزوجي                                               | هيرومي آبي ناتسومي كاواجوتشي 3–6، 6–4، [10–4]             | هارونا أراكاوا آوي إيتو                   | هاروكا كاجي كيوكا أوكامورا              | فونا كوزاكي ساكي إمامورا رينا سايغو هيرومي آبي                                  |
| 9 أكتوبر  | كيرنز، أستراليا صلب W25 قرعة الفردي والزوجي                                                   | تايله بريستون 6–4، 6–4                                    | يوكي نايتو                                | ديستاني أيافا تاليا جيبسون              | إريكا سما إيفانا بوبوفيتش ليا ما غابرييلا دا سيلفا-فيك                          |
| 9 أكتوبر  | كيرنز، أستراليا صلب W25 قرعة الفردي والزوجي                                                   | ديستاني أيافا تايله بريستون 7–6(7–5)، 7–5                 | رويسين جيلهيني أليسيا سميث                | ديستاني أيافا تاليا جيبسون              | إريكا سما إيفانا بوبوفيتش ليا ما غابرييلا دا سيلفا-فيك                          |
| 9 أكتوبر  | سانتا مارغريتا دي بولا، إيطاليا تراب W25 قرعة الفردي والزوجي                                  | سارا بيجليك 6–4، 7–6(9–7)                                 | كايزا هينمان                              | فدريكا بيلاردو إرينا براء               | فيفيان وولف أليساندرا مازولا أنستازيا أبا أنياتو أولكساندرا أولينكوفا           |
| 9 أكتوبر  | سانتا مارغريتا دي بولا، إيطاليا تراب W25 قرعة الفردي والزوجي                                  | إليونورا ألفيسي نوريا برانكاشيو 6–2، 2–6، [10–6]          | أنستازيا أبا أنياتو فيرجينيا فيرارا       | فدريكا بيلاردو إرينا براء               | فيفيان وولف أليساندرا مازولا أنستازيا أبا أنياتو أولكساندرا أولينكوفا           |
| 9 أكتوبر  | إشبيلية، إسبانيا تراب W25 قرعة الفردي والزوجي                                                 | دومينيكا سالكوفا 6–4، 6–3                                 | لويس بواسون                               | سافو ساكيلاريدي جيليرمينا نايا          | جوليا ستاماتوفا ماريا خوسيه بورتيو راميريز أندريا لازارو غارسيا أنيتا كوتشموفا  |
| 9 أكتوبر  | إشبيلية، إسبانيا تراب W25 قرعة الفردي والزوجي                                                 | مارينا كولب نادييا كولب 6–1، 6–1                          | كريستينا دينو سافو ساكيلاريدي             | سافو ساكيلاريدي جيليرمينا نايا          | جوليا ستاماتوفا ماريا خوسيه بورتيو راميريز أندريا لازارو غارسيا أنيتا كوتشموفا  |
| 9 أكتوبر  | فلورنس، الولايات المتحدة صلب W25 قرعة الفردي والزوجي                                          | فيونا كراولي 7–5، 6–1                                     | كلوي بيك                                  | ويتني أوسويجوي تايرا كاتارينا جرانت     | بانا أودفاردي ألكسندرا فيتش ماريا ماتيس نيكول خيرين                             |
| 9 أكتوبر  | فلورنس، الولايات المتحدة صلب W25 قرعة الفردي والزوجي                                          | أبيغيل رينشيلي ألانا سميث 3–6، 7–6(11–9)، [10–6]          | آيانا أكلي نيكول خيرين                    | ويتني أوسويجوي تايرا كاتارينا جرانت     | بانا أودفاردي ألكسندرا فيتش ماريا ماتيس نيكول خيرين                             |
| 9 أكتوبر  | هوا هين، تايلاند صلب W15 قرعة الفردي والزوجي                                                  | باتشارين تشيبتشاندج 6–3، 6–2                              | سلاكثيب أونموانغ                          | شريفالي بهميديباتي لورا سيليكوفا        | واتشول ساواتدي · فاليري جاينينا · كانغ نا هيون · بانين كوفابتكتيد               |
| 9 أكتوبر  | هوا هين، تايلاند صلب W15 قرعة الفردي والزوجي                                                  | باتشارين تشيبتشاندج بانين كوفابتكتيد 7–6(7–2)، 7–5        | صن ييفان زانغ جين                         | شريفالي بهميديباتي لورا سيليكوفا        | واتشول ساواتدي · فاليري جاينينا · كانغ نا هيون · بانين كوفابتكتيد               |
| 9 أكتوبر  | شرم الشيخ، مصر صلبة W15 سحوبات الفردي والزوجي                                                 | كاتارينا كوزموفا 6–2، 6–0                                 | إلينا-تيودورا كادار                       | سلمى دروجدوفا كلاوديا بوبلايتة          | داريا زلينسكايا · ياسمين عزت · مايا دروزد · كارولا باتريشيا بيجينارو            |
| 9 أكتوبر  | شرم الشيخ، مصر صلبة W15 سحوبات الفردي والزوجي                                                 | كارولا باتريشيا بيجينارو إلينا-تيودورا كادار 6–3، 6–4     | ألكسندرا بوسبيلوفا · داريا زلينسكايا      | سلمى دروجدوفا كلاوديا بوبلايتة          | داريا زلينسكايا · ياسمين عزت · مايا دروزد · كارولا باتريشيا بيجينارو            |
| 9 أكتوبر  | المنستير، تونس صلبة W15 سحوبات الفردي والزوجي                                                 | زيل ديساي 6–2، 6–4                                        | هينا إينو                                 | هيلينا ستيفيك أوانا غافريلا             | زينيا باندوروسكا نايمة كراموكو أنيا ويلدغروبر مارغوكس كومان                     |
| 9 أكتوبر  | المنستير، تونس صلبة W15 سحوبات الفردي والزوجي                                                 | أبيغيل آموس مارنت سيجبسما 1–6، 6–2، [12–10]               | زينيا باندوروسكا ماريا بيرجن              | هيلينا ستيفيك أوانا غافريلا             | زينيا باندوروسكا نايمة كراموكو أنيا ويلدغروبر مارغوكس كومان                     |
| 16 أكتوبر | شنجن لونغوا أوبن شنجن (الصين)، الصين صلبة W100 فردي – زوجي                                    | باي زووشوان 7–6(7–5)، 6–2                                 | يوان يوي                                  | كارول تشاو · صوفيا لانسري               | كريستينا ملادينوفيتش تيميا بابوش لانلانا تارارودي يوديس تشونغ                   |
| 16 أكتوبر | شنجن لونغوا أوبن شنجن (الصين)، الصين صلبة W100 فردي – زوجي                                    | كريستينا ملادينوفيتش مويكو أوشيجيما 6–2، 7–5              | تيميا بابوش كاترينا بوندارينكو            | كارول تشاو · صوفيا لانسري               | كريستينا ملادينوفيتش تيميا بابوش لانلانا تارارودي يوديس تشونغ                   |
| 16 أكتوبر | GB Pro-Series Shrewsbury شروزبري (المملكة المتحدة)، المملكة المتحدة صلبة (i) W100 فردي – زوجي | فيكتوريا غولوبيتش 6–0، 6–0                                | أمارني بانكس                              | سوزان لامنز أوسيان دودان                | فرانسيسكا جونز أوليفيا جاديكي سيمونا والترت هانا كلوجمان                        |
| 16 أكتوبر | GB Pro-Series Shrewsbury شروزبري (المملكة المتحدة)، المملكة المتحدة صلبة (i) W100 فردي – زوجي | هارييت دارت أوليفيا جاديكي 6–0، 6–2                       | إيلينا مالوغينا باربورا باليكوفا          | سوزان لامنز أوسيان دودان                | فرانسيسكا جونز أوليفيا جاديكي سيمونا والترت هانا كلوجمان                        |
| 16 أكتوبر | ميرسر تنس كلاسيك ماكون، الولايات المتحدة صلبة W80 فردي – زوجي                                 | تايلور تاونسيند 6–3، 6–4                                  | بانا أودفاردي                             | كايتي فولينيتس كايلا داي                | ماكنز جونز ريناتا زارازوا رالوكا شيربان أليكسا نويل                             |
| 16 أكتوبر | ميرسر تنس كلاسيك ماكون، الولايات المتحدة صلبة W80 فردي – زوجي                                 | يانا كولودينسكا · تاتيانا بروزوروفا · 6–3، 6–2            | صوفيا سوينغ · أناستاسيا تيخونوفا          | كايتي فولينيتس كايلا داي                | ماكنز جونز ريناتا زارازوا رالوكا شيربان أليكسا نويل                             |
| 16 أكتوبر | كأس هامبورغ للسيدات والرجال هامبورغ، ألمانيا صلبة (i) W60 فردي – زوجي                         | جوليا أفدييفا · 6–4، 7–6(7–2)                             | إيلا سيديل                                | ليا بوشكوفيتش · أليفتينا إبراهيموفا     | إيكاترينا مكلاكوفا · إلييسا ڤانلانغيندونك · لارا شميدت · منى بارثل              |
| 16 أكتوبر | كأس هامبورغ للسيدات والرجال هامبورغ، ألمانيا صلبة (i) W60 فردي – زوجي                         | تاييسيا مورديرجير يانا مورديرجير 6–1، 6–4                 | جوليا أفدييفا · إيكاترينا مكلاكوفا        | ليا بوشكوفيتش · أليفتينا إبراهيموفا     | إيكاترينا مكلاكوفا · إلييسا ڤانلانغيندونك · لارا شميدت · منى بارثل              |
| 16 أكتوبر | تشالينجر بانك ناسيونال دي ساغينيه ساغينيه، كندا صلبة (i) W60 فردي – زوجي                      | كاثرين سيبوڤ 6–4، 6–4                                     | فاني ستولار                               | إيزابيل بوليه أرينا روديونوفا           | ڤيكتوريا مبوكو ماديسون سييغ روبن أندرسون جوستينا ميكولسكيت                      |
| 16 أكتوبر | تشالينجر بانك ناسيونال دي ساغينيه ساغينيه، كندا صلبة (i) W60 فردي – زوجي                      | روبن أندرسون ديلاينا هيويت 6–1، 6–4                       | ميا كوبريس يوهان سفندسن                   | إيزابيل بوليه أرينا روديونوفا           | ڤيكتوريا مبوكو ماديسون سييغ روبن أندرسون جوستينا ميكولسكيت                      |
| 16 أكتوبر | شيربور-أون-كوتنتين، فرنسا صلبة (i) W25+ سحوبات الفردي والزوجي                                 | فيرونيكا بودريز 6–4، 2–6، 6–4                             | ألييس روب                                 | إلينا بريدانكينا · أماندين هيس          | ديانا مارتينوف أودري ألبي أنستاسيا كوليكوفا ألييس راميه                         |
| 16 أكتوبر | شيربور-أون-كوتنتين، فرنسا صلبة (i) W25+ سحوبات الفردي والزوجي                                 | مارتينا كوبكا جيبيك كولامباييفا 6–0، 6–3                  | ياسمين منصوري لارا سالدن                  | إلينا بريدانكينا · أماندين هيس          | ديانا مارتينوف أودري ألبي أنستاسيا كوليكوفا ألييس راميه                         |
| 16 أكتوبر | سانتا مارغريتا دي بولا، إيطاليا طينية W25 سحوبات الفردي والزوجي                               | فيرونيكا إرجافيتش 2–6، 6–4، 7–5                           | ليرا روميرو غورماز                        | لولا راديوييفيتش نوريا برانكاتشيو       | أنستاسيا أبابناتو كريستينا دينو تينا لوكاس أولكساندرا أولينيكوفا                |
| 16 أكتوبر | سانتا مارغريتا دي بولا، إيطاليا طينية W25 سحوبات الفردي والزوجي                               | مارتينا كولمينا ليزا بيجاتو 6–4، 7–5                      | نيكا راديشيتش أنيتا هوساريتش              | لولا راديوييفيتش نوريا برانكاتشيو       | أنستاسيا أبابناتو كريستينا دينو تينا لوكاس أولكساندرا أولينيكوفا                |
| 16 أكتوبر | فارو، البرتغال صلبة W25 سحوبات الفردي والزوجي                                                 | هارموني تان 6–0، 6–2                                      | مانون ليونارد                             | ناديا كولب نفيسة بيربيروفيتش            | أنستاسيا جريشكينا · أنطونيا روجيتش · ستيفاني جوديث ڤيشير · داريا خوموتسيانسكايا |
| 16 أكتوبر | فارو، البرتغال صلبة W25 سحوبات الفردي والزوجي                                                 | مارينا كولب ناديا كولب 6–4، 6–3                           | ديانا مارسنكفيتشا سافو ساكيلاريدي         | ناديا كولب نفيسة بيربيروفيتش            | أنستاسيا جريشكينا · أنطونيا روجيتش · ستيفاني جوديث ڤيشير · داريا خوموتسيانسكايا |
| 16 أكتوبر | هوا هين، تايلاند صلبة W15 سحوبات الفردي والزوجي                                               | أيومي كوشيشي 6–2، 6–1                                     | شريفالي بامديباتي                         | بونين كوفابيتاكتيد باتشارين شيابشاندج   | أنشيسا شنتا · هيروكو كواتا · ڤاليري جينينا · حالة الذاب هون مونغ                |
| 16 أكتوبر | هوا هين، تايلاند صلبة W15 سحوبات الفردي والزوجي                                               | أنشيسا شنتا أيومي كوشيشي 4–6، 6–4، [10–5]                 | كاو ياجينغ ماجي نغ                        | بونين كوفابيتاكتيد باتشارين شيابشاندج   | أنشيسا شنتا · هيروكو كواتا · ڤاليري جينينا · حالة الذاب هون مونغ                |
| 16 أكتوبر | كاندية، اليونان طينية W15 سحوبات الفردي والزوجي                                               | آية العوني 2–6، 6–4، 6–3                                  | كلوديا هوستي فيرير                        | روزيتسا دينتشيفا مارا جوث               | ميلانا زابرايلوفا · يانا فانك · سيمونا أوجيسكو · إيفا ماري فوراتشيك             |
| 16 أكتوبر | كاندية، اليونان طينية W15 سحوبات الفردي والزوجي                                               | ماتيلدي مارياني غايا سكوارشيالبي 1–6، 7–5، [10–7]         | إيلا نالا ميليتش أميلي شمجيكوفا           | روزيتسا دينتشيفا مارا جوث               | ميلانا زابرايلوفا · يانا فانك · سيمونا أوجيسكو · إيفا ماري فوراتشيك             |
| 16 أكتوبر | شرم الشيخ، مصر صلبة W15 قرعة الفردي والزوجي                                                   | كاميلا بارتوني 7–5، 2–6، 7–5                              | لميس عبد العزيز                           | أليسا كوميل · مايا دروزد                | سندغش كنجيبافا ماري فيكرلي كاتيرينا لازارينكو إيزيس لويز فان دن بروك            |
| 16 أكتوبر | شرم الشيخ، مصر صلبة W15 قرعة الفردي والزوجي                                                   | كاميلا بارتوني سيفيل يولداشيفا 6–2، 6–3                   | أليسا كوميل · كاترينا ماكاروفا            | أليسا كوميل · مايا دروزد                | سندغش كنجيبافا ماري فيكرلي كاتيرينا لازارينكو إيزيس لويز فان دن بروك            |
| 16 أكتوبر | المنستير، تونس صلبة W15 قرعة الفردي والزوجي                                                   | هينا إينوي 6–3، 6–2                                       | غلوريانا نهوم                             | كاميلا بوسي زيل ديساي                   | أرابيلا كولير ليا أوليفاريس أنيا فيلدجروبر هيلينا ستيفيك                        |
| 16 أكتوبر | المنستير، تونس صلبة W15 قرعة الفردي والزوجي                                                   | زيل ديساي · أناستاسيا سوخوتينا · 6–4، 6–7(11–13)، [10–7]  | أرابيلا كولير كاميلا زانوليني             | كاميلا بوسي زيل ديساي                   | أرابيلا كولير ليا أوليفاريس أنيا فيلدجروبر هيلينا ستيفيك                        |
| 16 أكتوبر | جاكسون، الولايات المتحدة صلبة W15 قرعة الفردي والزوجي                                         | أيوومي ميا موتو 6–3، 1–6، 7–5                             | لوسيا بييري                               | كارولين أنصاري بانا بارثا               | تايلور كاتالدي آنا هيرتل لوسيانا بيريز ألركون كارولينا غوميز                    |
| 16 أكتوبر | جاكسون، الولايات المتحدة صلبة W15 قرعة الفردي والزوجي                                         | هسو تشيه يو أنيتا سهديفا 7–5، 6–3                         | أديلين فلاش أنجيلا أوكتوي                 | كارولين أنصاري بانا بارثا               | تايلور كاتالدي آنا هيرتل لوسيانا بيريز ألركون كارولينا غوميز                    |
| 23 أكتوبر | Torneig Internacional Els Gorchs ليس فرانكويسيس ديل فاليس، إسبانيا صلبة W100 فردي – زوجي      | ماجدالينا فريتش 7–5، 4–6، 6–4                             | ساره إيراني                               | دلما جالفي فيكتوريا توموفا              | أرانتشا روس ليندا فروهفيتوفا ناهيا بيركوتشيا لينا غلشكو                         |
| 23 أكتوبر | Torneig Internacional Els Gorchs ليس فرانكويسيس ديل فاليس، إسبانيا صلبة W100 فردي – زوجي      | أنجيليكا موراتيللي كاميلا روزاتيللو 4–6، 7–5، [10–6]      | غاو شينيو داريا سيمينيسطايا               | دلما جالفي فيكتوريا توموفا              | أرانتشا روس ليندا فروهفيتوفا ناهيا بيركوتشيا لينا غلشكو                         |
| 23 أكتوبر | Internationaux Féminins de la Vienne بواتييه، فرنسا صلبة (داخل قاعة) W80 فردي – زوجي          | جيسيكا بونشيت 3–6، 6–3، 7–6(7–2)                          | آنا لينا فريدسام                          | ليوليا جانجين ماي هونتاما               | كاتارزينا كاوا إيميلين دارترون إلسا جاكيموت أوسيان دودان                        |
| 23 أكتوبر | Internationaux Féminins de la Vienne بواتييه، فرنسا صلبة (داخل قاعة) W80 فردي – زوجي          | جيسيكا بونشيت بيبيان ويجيرس 7–5، 6–4                      | كاترينا ماكلاكوڤا · إلينا بريدانكينا      | ليوليا جانجين ماي هونتاما               | كاتارزينا كاوا إيميلين دارترون إلسا جاكيموت أوسيان دودان                        |
| 23 أكتوبر | Christus Health Pro Challenge تايلر، الولايات المتحدة صلبة W80 فردي – زوجي                    | إيما نافارو 6–3، 6–4                                      | كايلا داي                                 | آلي كيك ايانا أكلي                      | تيان فاغران · ألانا سميث · فيكتوريا هو · ماريا كوزيريفا                         |
| 23 أكتوبر | Christus Health Pro Challenge تايلر، الولايات المتحدة صلبة W80 فردي – زوجي                    | اميليا راجيسي أبيغيل رينشيلي 7–5، 4–6، [16–14]            | آنا روجرز ألانا سميث                      | آلي كيك ايانا أكلي                      | تيان فاغران · ألانا سميث · فيكتوريا هو · ماريا كوزيريفا                         |
| 23 أكتوبر | مدينة بلايفورد تنس الدولية مدينة بلايفورد، أستراليا صلب W60 فردي – زوجي                       | أسترا شارما 7–6(8–6)، 6–0                                 | جوانا غارلاند                             | تايلا بريستون ما يكسين                  | كيمبرلي بيريل جيمي فورليس تشيهيرو موراماتسو سيوني مينديز                        |
| 23 أكتوبر | مدينة بلايفورد تنس الدولية مدينة بلايفورد، أستراليا صلب W60 فردي – زوجي                       | تاليا جيبسون بريسكيلا هون 6–1، 6–2                        | كايلا مكفي أسترا شارما                    | تايلا بريستون ما يكسين                  | كيمبرلي بيريل جيمي فورليس تشيهيرو موراماتسو سيوني مينديز                        |
| 23 أكتوبر | GB Pro-Series غلاسكو غلاسكو، بريطانيا العظمى صلب (i) W60 فردي – زوجي                          | داريا سنيغور 6–4، 6–4                                     | منى بارثل                                 | مينجي شو هارييت دارت                    | هانا كلوجمان يوريكو ميازاكي كاجسا رينالدو بيرسون آنا بروجان                     |
| 23 أكتوبر | GB Pro-Series غلاسكو غلاسكو، بريطانيا العظمى صلب (i) W60 فردي – زوجي                          | فرانسيسكا خورخي مايا لومسدن 6–3، 6–1                      | فريا كريستي أوليفيا جاديكي                | مينجي شو هارييت دارت                    | هانا كلوجمان يوريكو ميازاكي كاجسا رينالدو بيرسون آنا بروجان                     |
| 23 أكتوبر | Tevlin Women's Challenger تورونتو، كندا صلب (i) W60 فردي – زوجي                               | مارينا ستاكوسيك 3–6، 7–5، 6–3                             | يانا فِت                                   | فيكتوريا مبوكو جوستينا ميكولسكيت        | هاروكا كاجي لويزا تشيريكو لولو سون أرينا روديونوفا                              |
| 23 أكتوبر | Tevlin Women's Challenger تورونتو، كندا صلب (i) W60 فردي – زوجي                               | كارمن كورلي إيفانا كورلي 6–7(6–8)، 6–3، [10–3]            | كايلا كروس ليف هوفدي                      | فيكتوريا مبوكو جوستينا ميكولسكيت        | هاروكا كاجي لويزا تشيريكو لولو سون أرينا روديونوفا                              |
| 23 أكتوبر | تشيانداهو، الصين صلب W25 قرعات الفردي والزوجي                                                 | أنستازيا غوريفا · 2–6، 7–6(8–6)، 6–3                      | وي سيجيا                                  | مانانشايا سوانجكايو كاثينكا فون ديكمان  | قو ميكي بونين كوفابيتوكتيت وانج جياكي يوان تشينغييي                             |
| 23 أكتوبر | تشيانداهو، الصين صلب W25 قرعات الفردي والزوجي                                                 | أنستازيا غوريفا · صوفيا شاباتافا · 6–2، 4–6، [10–4]       | فينج شُو زينغ ووشوانغ                      | مانانشايا سوانجكايو كاثينكا فون ديكمان  | قو ميكي بونين كوفابيتوكتيت وانج جياكي يوان تشينغييي                             |
| 23 أكتوبر | إسطنبول، تركيا صلب (i) W25 قرعات الفردي والزوجي                                               | أنستاسيا كوليكوفا 6–4، 3–6، 6–1                           | مارتينا كوبكا                             | أنستاسيا زخاروفا · أيلا أكسو            | باشاك إرايدن · ايكاترينا أوفتشارينكو · إلينا ميلوفانوفيتش · ديانا رادانوفيتش    |
| 23 أكتوبر | إسطنبول، تركيا صلب (i) W25 قرعات الفردي والزوجي                                               | ايكاترينا ياشينا · أنستاسيا زخاروفا · 6–3، 6–4            | دليلا ياكوبوفيتش أنيتا هوساريتش           | أنستاسيا زخاروفا · أيلا أكسو            | باشاك إرايدن · ايكاترينا أوفتشارينكو · إلينا ميلوفانوفيتش · ديانا رادانوفيتش    |
| 23 أكتوبر | هيراكليون، اليونان طين W25 قرعات الفردي والزوجي                                               | إرينا براء 6–2، 6–1                                       | أندريا ميتو                               | ديان باري أنكا تودوني                   | ماري فوغت ليوني كونغ سيلينا يانيجيفيتش مايا خواليزكا                            |
| 23 أكتوبر | هيراكليون، اليونان طين W25 قرعات الفردي والزوجي                                               | إيلينكا أمارايي أنكا تودوني 6–0، 5–7، [10–1]              | ميلاني كلافنير سينيا كراوس                | ديان باري أنكا تودوني                   | ماري فوغت ليوني كونغ سيلينا يانيجيفيتش مايا خواليزكا                            |
| 23 أكتوبر | شرم الشيخ، مصر صلب W25 قرعة الفردي والزوجي                                                    | فالنتيني جراماتيكوبولو 7–6(7–1)، 7–5                      | ليندا كليموفيتشوفا                        | مارينا ميلنيكوفا · سالما دروجدوفا       | كارولا باتريسيا بيجينارو · ألكسندرا شوبلادزه · ياسمين عزت · جيني دورست          |
| 23 أكتوبر | شرم الشيخ، مصر صلب W25 قرعة الفردي والزوجي                                                    | كارولا باتريسيا بيجينارو ياسمين منصوري 6–2، 7–6(7–5)      | كاترينا كوزموفا · إيكاترينا شاليموفا      | مارينا ميلنيكوفا · سالما دروجدوفا       | كارولا باتريسيا بيجينارو · ألكسندرا شوبلادزه · ياسمين عزت · جيني دورست          |
| 23 أكتوبر | سانتا مارغريتا دي بولا، إيطاليا طين W25 قرعة الفردي والزوجي                                   | بريندا فروهفيرتوفا 6–4، 6–3                               | غيليرمينا نايا                            | أليكساندرا أولينيكوفا مارتينا كولميغنا  | تاتيانا بييري كارلوتا مارتينيز سيريز آنا توراتي يلينا إن-ألبون                  |
| 23 أكتوبر | سانتا مارغريتا دي بولا، إيطاليا طين W25 قرعة الفردي والزوجي                                   | مارتينا كولميغنا غيليرمينا نايا 6–2، 6–7(6–8)، [10–8]     | كاثرينا هوبغارسكي يلينا إن-ألبون          | أليكساندرا أولينيكوفا مارتينا كولميغنا  | تاتيانا بييري كارلوتا مارتينيز سيريز آنا توراتي يلينا إن-ألبون                  |
| 23 أكتوبر | لولي (مدينة)، البرتغال صلب W25 قرعة الفردي والزوجي                                            | دومينيكا سالكوفا 6–1، 6–2                                 | سيلفيا أمبروسيو                           | مانون ليونارد ناتاليا سزابانين          | ديانا مارسنكفيتشا سارة إلييف هاني فانديونكل هارموني تان                         |
| 23 أكتوبر | لولي (مدينة)، البرتغال صلب W25 قرعة الفردي والزوجي                                            | دومينيكا سالكوفا ناتاليا سزابانين 4–6، 6–2، [10–1]        | داريا خوموتسيانسكايا · إفالينا لاسكيفيتش  | مانون ليونارد ناتاليا سزابانين          | ديانا مارسنكفيتشا سارة إلييف هاني فانديونكل هارموني تان                         |
| 23 أكتوبر | بليانة، إسبانيا صلب W15 قرعة الفردي والزوجي                                                   | أنستاسيا أباجناتو 6–1، 6–2                                | أدريانا رييمي                             | إيلا هافيستو جويل ستوير                 | سيليا سيرفينيو رويز · أنطونيا شميدت · أريانا أريفولينا · كريستينا دياز أدروفر   |
| 23 أكتوبر | بليانة، إسبانيا صلب W15 قرعة الفردي والزوجي                                                   | أندريه لوكوسيت // باتريسيا باوكشتايت 6–4، 2–6، [10–7]     | لورا بونر جويل ستوير                      | إيلا هافيستو جويل ستوير                 | سيليا سيرفينيو رويز · أنطونيا شميدت · أريانا أريفولينا · كريستينا دياز أدروفر   |
| 23 أكتوبر | المنستير، تونس صلب W15 قرعة الفردي والزوجي                                                    | إيوانا زفونارو 6–4، 6–4                                   | إيمانويل جيرارد                           | أنيا ويلدغرابر روسيتسا دينشيفا          | تمارا تشروفيتش · أميليا واليغورا · بولينا كايبيكوفا · ليا إيزابيل فرنانديز      |
| 23 أكتوبر | المنستير، تونس صلب W15 قرعة الفردي والزوجي                                                    | أليسيا ميلوش جوانا سيلفا انسحاب                           | تمارا تشروفيتش أميليا واليغورا            | أنيا ويلدغرابر روسيتسا دينشيفا          | تمارا تشروفيتش · أميليا واليغورا · بولينا كايبيكوفا · ليا إيزابيل فرنانديز      |
| 30 أكتوبر | بطولة نيو ساوث ويلز المفتوحة سيدني، أستراليا صلب W60 فردي – زوجي                              | ديستاني أيافا 6–3، 6–4                                    | أسترا شارما                               | مايا جوينت هيكارو ساتو                  | جانغ سو جونج جيمي فورليس مويوكا أوتشيجيما كيوكا أوكامورا                        |
| 30 أكتوبر | بطولة نيو ساوث ويلز المفتوحة سيدني، أستراليا صلب W60 فردي – زوجي                              | ديستاني أيافا ماديسون إنجليس 6–0، 6–0                     | كيوكا أوكامورا أيانو شيميزو               | مايا جوينت هيكارو ساتو                  | جانغ سو جونج جيمي فورليس مويوكا أوتشيجيما كيوكا أوكامورا                        |
| 30 أكتوبر | سلوفاك أوبن براتيسلافا، سلوفاكيا صلبة (i) W60 فردي – زوجي                                     | إيلا سيدل 6–4، 7–6(7–4)                                   | صوفيا لانسر                               | ليا بوشكوفيتش ريناتة جامريكوفا          | ميا بوهانكوفا جولي نيمير دلما جالفي كلوي باكيوت                                 |
| 30 أكتوبر | سلوفاك أوبن براتيسلافا، سلوفاكيا صلبة (i) W60 فردي – زوجي                                     | إستيل كاسينو جيسيكا ماليكوفا 6–3، 6–2                     | دينيسا هيندوفا كارولينا كوبانوفا          | ليا بوشكوفيتش ريناتة جامريكوفا          | ميا بوهانكوفا جولي نيمير دلما جالفي كلوي باكيوت                                 |
| 30 أكتوبر | أوبن نانت آتلانتيك نانت، فرنسا صلبة (i) W60 فردي – زوجي                                       | أوسيان دودان 6–7(2–7)، 6–3، 6–2                           | غابرييلا كنوتسون                          | إلسا جاكيموت أليكس ايلا                 | هارموني تان · بولينا كوديرميتوفا · ليوليا جانجين · يوريكو ميازاكي               |
| 30 أكتوبر | أوبن نانت آتلانتيك نانت، فرنسا صلبة (i) W60 فردي – زوجي                                       | علي كولينز يوريكو ميازاكي 7–6(7–4)، 6–2                   | إيميلي أبلتون إيزابيل هافيرلاغ            | إلسا جاكيموت أليكس ايلا                 | هارموني تان · بولينا كوديرميتوفا · ليوليا جانجين · يوريكو ميازاكي               |
| 30 أكتوبر | هيراكليون، اليونان طينية W40 قرعة الفردي والزوجي                                              | سينجا كراوس 6–2، 4–6، 6–4                                 | ديان باري                                 | كريستينا دينو بريندا فروهيفرتوفا        | تينا لوكاس أنكا تودوني لينا جيورجيشكا إرينا براء                                |
| 30 أكتوبر | هيراكليون، اليونان طينية W40 قرعة الفردي والزوجي                                              | إرينا براء دليلا ياكوبوفيتش 3–6، 7–6(8–6)، [10–8]         | أوانا جافرلا سافو ساكيلاريدي              | كريستينا دينو بريندا فروهيفرتوفا        | تينا لوكاس أنكا تودوني لينا جيورجيشكا إرينا براء                                |
| 30 أكتوبر | سولارينو، إيطاليا سجادة W25 قرعة الفردي والزوجي                                               | ليزا بيجاتو 1–6، 6–2، 6–3                                 | دليلا سبيريتي                             | إيميلي لينده · جوليا أفدييفا            | يلينا إن-ألبون جورجيا كراسيون جورجيا بيدوني أنطونيا شميت                        |
| 30 أكتوبر | سولارينو، إيطاليا سجادة W25 قرعة الفردي والزوجي                                               | جيسي آني لينا باباداكيس 6–3، 3–6، [10–6]                  | جورجيا بيدوني ليزا بيجاتو                 | إيميلي لينده · جوليا أفدييفا            | يلينا إن-ألبون جورجيا كراسيون جورجيا بيدوني أنطونيا شميت                        |
| 30 أكتوبر | المنستير، تونس صلبة W25 قرعة الفردي والزوجي                                                   | ألينا شارايفا · 7–5، 6–3                                  | ماريا بوندارينكو                          | غاو شينيو سوزان بانديتشي                | أنستاسيا سوخاتينا · أليونا فالي · إيليسيا فانلانجندنك · فيرونيكا ميروشنيتشينكو  |
| 30 أكتوبر | المنستير، تونس صلبة W25 قرعة الفردي والزوجي                                                   | غاو شينيو زيبيك كولامباييفا 6–0، 2–6، [10–7]              | أليونا فالي · بولينا ياتسينكو             | غاو شينيو سوزان بانديتشي                | أنستاسيا سوخاتينا · أليونا فالي · إيليسيا فانلانجندنك · فيرونيكا ميروشنيتشينكو  |
| 30 أكتوبر | جي بي برو-سيريز سندرلاند سندرلاند، المملكة المتحدة صلبة (i) W25 قرعة الفردي والزوجي           | فالنتينا ريسر 6–4، 7–5                                    | إلينا مالوينا                             | باربورا باليكوفا كاتي سوان              | أليسا بارانوفسكا ميكا ستويزافليفيتش دومينيكا سالكوفا جوليا ميدندورف             |
| 30 أكتوبر | جي بي برو-سيريز سندرلاند سندرلاند، المملكة المتحدة صلبة (i) W25 قرعة الفردي والزوجي           | فريا كريستي إيلينا مالوجينا 6–0، 4–6، [10–4]              | مريم بولكفادزه سامانثا موراي (تنس)        | باربورا باليكوفا كاتي سوان              | أليسا بارانوفسكا ميكا ستويزافليفيتش دومينيكا سالكوفا جوليا ميدندورف             |
| 30 أكتوبر | إدمونتون، كندا صلب (i) W25 الفردي والزوجي                                                     | أرينا روديونوفا 6–3، 7–5                                  | ليزلي كركهوف                              | جوستينا ميكولسكيت مانا كاوامورا         | أورزولا رادفانسكا كايلي ماكنزي فاني ستولار ليف هوفدي                            |
| 30 أكتوبر | إدمونتون، كندا صلب (i) W25 الفردي والزوجي                                                     | كايلة كروس ليف هوفدي 4–6، 6–4، [10–7]                     | ألورا زاماريبا ماريبيلا زاماريبا          | جوستينا ميكولسكيت مانا كاوامورا         | أورزولا رادفانسكا كايلي ماكنزي فاني ستولار ليف هوفدي                            |
| 30 أكتوبر | شرم الشيخ، مصر صلب W15 الفردي والزوجي                                                         | ألكسندرا شوابلادزي · 6–3، 7–5                             | إيكاترينا شاليموفا                        | جيني دورست تمارا كوستيتش                | ويرونيكا إيوالد · أنلين باكر · داريا سوفيردونكوفا · فلادا مينشيفا               |
| 30 أكتوبر | شرم الشيخ، مصر صلب W15 الفردي والزوجي                                                         | داريا سوفيردونكوفا · داريا زيلينسكايا · 7–5، 2–6، [13–11] | تمارا كوستيتش · ألكسندرا شوابلادزي        | جيني دورست تمارا كوستيتش                | ويرونيكا إيوالد · أنلين باكر · داريا سوفيردونكوفا · فلادا مينشيفا               |
| 30 أكتوبر | ناسبيبارك، السويد صلب (i) W15 الفردي والزوجي                                                  | أندري لوكوشيُوتيه 6–1، 6–4                                 | داريا لوباتسكا                            | كايزا هينيمان إيفا بريموراك             | جانا أوزيبكا فرانزيسكا زييدات ليزا زار ليا نيلسون                               |
| 30 أكتوبر | ناسبيبارك، السويد صلب (i) W15 الفردي والزوجي                                                  | كايزا هينيمان ليزا زار 5–7، 6–1، [10–6]                   | داريا لوباتسكا داريا يسيبشوك              | كايزا هينيمان إيفا بريموراك             | جانا أوزيبكا فرانزيسكا زييدات ليزا زار ليا نيلسون                               |
| 30 أكتوبر | نورمان، الولايات المتحدة صلب (i) W15 الفردي والزوجي                                           | لوسيا بيري 6–2، 6–2                                       | آشتون باورز                               | ماريا كونونوفا · آنا زيريانوفا          | جيسيكا فيلا إيما ستيكر هسو تشيه يو تاتوم إيفانز                                 |
| 30 أكتوبر | نورمان، الولايات المتحدة صلب (i) W15 الفردي والزوجي                                           | كريستينا نوفاك لوسيا بيري 6–3، 6–2                        | رومانا تشيسوفسكا إيما ستيكر               | ماريا كونونوفا · آنا زيريانوفا          | جيسيكا فيلا إيما ستيكر هسو تشيه يو تاتوم إيفانز                                 |

### نوفمبر
| الأسبوع   | البطولة                                                                                | الفائزات                                                                                            | الوصيفات                                     | المتأهلات لنصف النهائي                         | المتأهلات لربع النهائي                                                       |
| --------- | -------------------------------------------------------------------------------------- | --------------------------------------------------------------------------------------------------- | -------------------------------------------- | ---------------------------------------------- | ---------------------------------------------------------------------------- |
| 6 نوفمبر  | LTP Charleston Pro Tennis 2 تشارلستون، الولايات المتحدة ترابية W100 فردي – زوجي        | إيما نافارو 6–1، 6–1                                                                                | بانا أودفاردي                                | هيلي بابتيست ريناتا زارازوا                    | ساتشيا فيكري إليزابيث ماندليك فارفارا ليبتشينكو آن لي                        |
| 6 نوفمبر  | LTP Charleston Pro Tennis 2 تشارلستون، الولايات المتحدة ترابية W100 فردي – زوجي        | هيلي بابتيست ويتني أوسويجوي 6–4، 3–6، [13–11]                                                       | نيجينا أبدوريموفا كارول مونيت                | هيلي بابتيست ريناتا زارازوا                    | ساتشيا فيكري إليزابيث ماندليك فارفارا ليبتشينكو آن لي                        |
| 6 نوفمبر  | Calgary National Bank Challenger كالغاري، كندا صلبة (مغطاة) W60+H فردي – زوجي          | سابين ليزيكي 7–6(7–2)، 6–7(5–7)، 6–3                                                                | ستايسي فانغ                                  | جيمي لوب أورزولا رادفانسكا                     | ديلاينا هيويت ليف هوفدي لولو صن أرينا روديونوفا                              |
| 6 نوفمبر  | Calgary National Bank Challenger كالغاري، كندا صلبة (مغطاة) W60+H فردي – زوجي          | سارة بيث غري إيدن سيلفا 6–4، 6–4                                                                    | هانا تشانغ كاتارينا جوكيتش                   | جيمي لوب أورزولا رادفانسكا                     | ديلاينا هيويت ليف هوفدي لولو صن أرينا روديونوفا                              |
| 6 نوفمبر  | هيراكليون، اليونان ترابية W40 فردي وزوجي                                               | بريندا فروهفيرتوفا 6–1، 6–3                                                                         | إيكاترينا ماكاروفا                           | ليير روميرو جورماز لينا جيورشيسكا              | ميكاييلا لاكي إلينكا أماريي كريستينا دينو أندريا ميتو                        |
| 6 نوفمبر  | هيراكليون، اليونان ترابية W40 فردي وزوجي                                               | لارا سالدن دانييلا فيسماني 6–4، 6–3                                                                 | أوانا جافريلا سافو ساكيلاريدي                | ليير روميرو جورماز لينا جيورشيسكا              | ميكاييلا لاكي إلينكا أماريي كريستينا دينو أندريا ميتو                        |
| 6 نوفمبر  | سولارينو، إيطاليا سجاد W25 فردي وزوجي                                                  | ليندا كليموفيتشوفا 6–3، 6–7(5–7)، 6–1                                                               | إيميلي لينده                                 | فيفيان وولف ميليين نودي                        | سميرة دي ستيفانو جولي شتروبلوفا جورجيا بيدوني لورا هييتارانتا                |
| 6 نوفمبر  | سولارينو، إيطاليا سجاد W25 فردي وزوجي                                                  | ليندا كليموفيتشوفا جولي شتروبلوفا 6–1، 6–7(4–7)، [10–8]                                             | غايا مادوتسي فيتوريا باجانتي                 | فيفيان وولف ميليين نودي                        | سميرة دي ستيفانو جولي شتروبلوفا جورجيا بيدوني لورا هييتارانتا                |
| 6 نوفمبر  | سانتو دومينغو، جمهورية الدومينيكان صلبة W25 فردي وزوجي                                 | آنا صوفيا سانشيز 1–6، 7–6(7–0)، 6–2                                                                 | ديانا رادانوفيتش                             | هينا إينو لو جياجينغ                           | رافينا كينغسلي إيما ليني فيكتوريا رودريغيز كارلوتا مارتينيز سيريز            |
| 6 نوفمبر  | سانتو دومينغو، جمهورية الدومينيكان صلبة W25 فردي وزوجي                                 | آنا هيرتيل / أوليفيا لينسر vs هيروكو كواتا / ريبيكا بيريرا تم التخلي عن نهائي الزوجي بسبب سوء الطقس |                                              | هينا إينو لو جياجينغ                           | رافينا كينغسلي إيما ليني فيكتوريا رودريغيز كارلوتا مارتينيز سيريز            |
| 6 نوفمبر  | أنطاليا، تركيا ترابية W15 قرعة الفردي والزوجي                                          | فاليريا يوششينكو · 6–4، 6–2                                                                         | إيرينا بالوس                                 | ناستازيا شونك جوليا كاربونارو                  | جوليا كريستيانا كيرستيا جايا سكوارشيالوبي لوسي أوربانوفا أندجيلا لازاريفيتش  |
| 6 نوفمبر  | أنطاليا، تركيا ترابية W15 قرعة الفردي والزوجي                                          | ريك دي كونيغ ماديليف هاجيمان 7–6(7–5)، 6–2                                                          | يوليا أندريا يونيسكو أناستاسيا سافتا         | ناستازيا شونك جوليا كاربونارو                  | جوليا كريستيانا كيرستيا جايا سكوارشيالوبي لوسي أوربانوفا أندجيلا لازاريفيتش  |
| 6 نوفمبر  | شرم الشيخ، مصر صلبة W15 قرعة الفردي والزوجي                                            | ماريا تكاشيفا · 6–1، 6–2                                                                            | جيني دورست                                   | يكاترينا شاليموفا · إفجينيا بوردينا            | أليسا كميل · ياسمين عزت · زوزانا باوليكوفسكا · أنيلين باكر                   |
| 6 نوفمبر  | شرم الشيخ، مصر صلبة W15 قرعة الفردي والزوجي                                            | يكاترينا شاليموفا · ماريا تكاشيفا · 6–2، 3–6، [10–6]                                                | بولا سيمبرانوس جيني دورست                    | يكاترينا شاليموفا · إفجينيا بوردينا            | أليسا كميل · ياسمين عزت · زوزانا باوليكوفسكا · أنيلين باكر                   |
| 6 نوفمبر  | المنستير، تونس صلبة W15 قرعة الفردي والزوجي                                            | كارسون برانستاين 7–5، 4–6، 6–3                                                                      | رانا أكوا ستويبر                             | ميلانا جابرايلوفا · إليسيا فانلانجيندونك       | مارنتي سيجبسما شين جي-هو إميلي ويلكر كارمن أندريا هيريا                      |
| 6 نوفمبر  | المنستير، تونس صلبة W15 قرعة الفردي والزوجي                                            | كارسون برانستاين سيلينا دال 3–6، 7–5، [10–8]                                                        | إليسيا فانلانجيندونك إميلي ويلكر             | ميلانا جابرايلوفا · إليسيا فانلانجيندونك       | مارنتي سيجبسما شين جي-هو إميلي ويلكر كارمن أندريا هيريا                      |
| 6 نوفمبر  | كاستيون، إسبانيا ترابية W15 قرعة الفردي والزوجي                                        | أنجيلا فيتا بولودا 6–4، 7–6(7–5)                                                                    | أريانا جيرلينجز                              | باولا أرياس مانخون نادييا كولب                 | جويل شتور روث رورا لافيريس كيتلين كوفيدو لوسيا ليناريس دومينغو               |
| 6 نوفمبر  | كاستيون، إسبانيا ترابية W15 قرعة الفردي والزوجي                                        | ماري ميتراكس شانتال سوفانت 3–6، 6–1، [10–5]                                                         | مارينا كولب نادييا كولب                      | باولا أرياس مانخون نادييا كولب                 | جويل شتور روث رورا لافيريس كيتلين كوفيدو لوسيا ليناريس دومينغو               |
| 6 نوفمبر  | شامبين، الولايات المتحدة صلبة (i) W15 قرعة الفردي والزوجي                              | ستيفاني ويب 6–2، 2–6، 6–1                                                                           | جينا ماري ديتما                              | وانج شينتونج أنيكا بنيكوفا                     | رييان نيوبورن راكيل غونزاليس فيلار ماري لويس كينيدي شافير                    |
| 6 نوفمبر  | شامبين، الولايات المتحدة صلبة (i) W15 قرعة الفردي والزوجي                              | صوفيا بيولاي ستيفاني ويب 7–5، 6–3                                                                   | راكيل غونزاليس فيلار أيومي مياموتو           | وانج شينتونج أنيكا بنيكوفا                     | رييان نيوبورن راكيل غونزاليس فيلار ماري لويس كينيدي شافير                    |
| 13 نوفمبر | بطولة تاكاساكي تاكاساكي، اليابان صلبة W100 الفردي – الزوجي                             | يوان يوي 5–7، 7–5، 6–0                                                                              | هارييت دارت                                  | ليانغ إن شو وي سيجيا                           | مانانشايا ساوانجكاو ناتاليا كوستيتش كيوكا أوكامورا إينا كويكي                |
| 13 نوفمبر | بطولة تاكاساكي تاكاساكي، اليابان صلبة W100 الفردي – الزوجي                             | جو هانيو جيانغ شينيو 7–6(7–5)، 5–7، [10–5]                                                          | موموكو كوبوري أيانو شيميزو                   | ليانغ إن شو وي سيجيا                           | مانانشايا ساوانجكاو ناتاليا كوستيتش كيوكا أوكامورا إينا كويكي                |
| 13 نوفمبر | فونشال، البرتغال صلب W40 مباريات الفردي والزوجي                                        | دومينيكا شالكوفا 4–6، 7–5، 6–3                                                                      | ليا بوشكوفيتش                                | أماندين هيس قاو شينيو                          | غيومار مارستاني · أنستازيا كوفاليفا · هارموني تان · إيميلي لينده             |
| 13 نوفمبر | فونشال، البرتغال صلب W40 مباريات الفردي والزوجي                                        | أنستازيا كوفاليفا · إيلينا بريدانكينا · 6–2، 6–3                                                    | ياسمين منصوري إينيس مورتا                    | أماندين هيس قاو شينيو                          | غيومار مارستاني · أنستازيا كوفاليفا · هارموني تان · إيميلي لينده             |
| 13 نوفمبر | بيتانج، لوكسمبورغ صلب (i) W40 مباريات الفردي والزوجي                                   | أوسيان دودان 6–1، 7–5                                                                               | أليكس إيالا                                  | هان فاندي وينكل آنا لينا فريدسام               | كلارا تاوسون صوفيا كوستولاس أميلي فان إيمبي جاسماين جيمبري                   |
| 13 نوفمبر | بيتانج، لوكسمبورغ صلب (i) W40 مباريات الفردي والزوجي                                   | أليسيا بارنيت سامانثا موراي (تنس) 6–7(4–7)، 6–1، [10–6]                                             | آلي كولينز إيزابيلا هافرلاغ                  | هان فاندي وينكل آنا لينا فريدسام               | كلارا تاوسون صوفيا كوستولاس أميلي فان إيمبي جاسماين جيمبري                   |
| 13 نوفمبر | هيراكليون، اليونان طين W25 مباريات الفردي والزوجي                                      | آنه مينتيجي ديل أولمو 6–2، 6–3                                                                      | كريستينا دينو                                | ديميترا بافلو ألكسندرا كادانتو                 | أولكساندرا أولينيكوفا إلينكا أماريا ليير روميرو غورماز أوانا غافريلا         |
| 13 نوفمبر | هيراكليون، اليونان طين W25 مباريات الفردي والزوجي                                      | مارتينا كولمينا ماريا خوسيه بورتيو راميريز 6–2، 6–4                                                 | مارجريتا إغناتجييفا إيلينا كوروكوزيدي        | ديميترا بافلو ألكسندرا كادانتو                 | أولكساندرا أولينيكوفا إلينكا أماريا ليير روميرو غورماز أوانا غافريلا         |
| 13 نوفمبر | سولارينو، إيطاليا سجاد W25 مباريات الفردي والزوجي                                      | ليندا كليموفيتسوفا 6–2، 6–3                                                                         | ليزا بيجاتو                                  | إيزابيلا شنيكوفا جورجيا بيدوني                 | سميرة دي ستيفانو بياتريس ريشي إليونورا ألفيسي ميلين نودي                     |
| 13 نوفمبر | سولارينو، إيطاليا سجاد W25 مباريات الفردي والزوجي                                      | أنجيليكا موراتيلي ليزا بيجاتو 6–3، 6–4                                                              | صوفيا شاباتافا إميلي ويبلي سميث              | إيزابيلا شنيكوفا جورجيا بيدوني                 | سميرة دي ستيفانو بياتريس ريشي إليونورا ألفيسي ميلين نودي                     |
| 13 نوفمبر | سانتو دومينغو، جمهورية الدومينيكان صلب W25 مباريات الفردي والزوجي                      | ماريا ماتياش 7–5، 7–6(7–2)                                                                          | آنا صوفيا سانشيز                             | فيكتوريا رودريغيز لو جياجينغ                   | كارولين أنصاري كادينس بريس جاكلين كاباج أواد هايلي جيافارا                   |
| 13 نوفمبر | سانتو دومينغو، جمهورية الدومينيكان صلب W25 مباريات الفردي والزوجي                      | كاترينا جوكيك تايلور نغ انسحاب                                                                      | جاكلين كاباج أواد ماريا فرنندا نافارو أوليفا | فيكتوريا رودريغيز لو جياجينغ                   | كارولين أنصاري كادينس بريس جاكلين كاباج أواد هايلي جيافارا                   |
| 13 نوفمبر | أوستن، الولايات المتحدة صلب W25 مباريات الفردي والزوجي                                 | فيكتوريا خيمينيز كاسينتسيفا 6–0، 6–2                                                                | هانا تشانغ                                   | ماديسون سيغ كلوي بيك                           | كاثرين هاريسون إيلي دوغلاس مارتينا أوكالوفا أشلي لايهي                       |
| 13 نوفمبر | أوستن، الولايات المتحدة صلب W25 مباريات الفردي والزوجي                                 | هان جيانغشيو هوانغ يوجيا 7–5، 2–6، [10–8]                                                           | ماريا كوزيريفا · أشلي لايهي                  | ماديسون سيغ كلوي بيك                           | كاثرين هاريسون إيلي دوغلاس مارتينا أوكالوفا أشلي لايهي                       |
| 13 نوفمبر | أنطاليا، تركيا ترابية W15 القرعة الفردية والزوجية                                      | فاليريا يوشينكو · 6–1، 6–3                                                                          | فلاديسلافا أندرييفسكايا                      | إيرينا بالوس ماريون فيرتلر                     | أنيكا ياكوفا ناستازيا شونك أنستاسيا سافتار ناتاليا سينيك                     |
| 13 نوفمبر | أنطاليا، تركيا ترابية W15 القرعة الفردية والزوجية                                      | إيرينا بالوس أنيكا ياكوفا 3–6، 6–2، [10–8]                                                          | ألكساندرا بوسبيلوفا · ليديا راسكوفسكايا      | إيرينا بالوس ماريون فيرتلر                     | أنيكا ياكوفا ناستازيا شونك أنستاسيا سافتار ناتاليا سينيك                     |
| 13 نوفمبر | شرم الشيخ، مصر صلبة W15 القرعة الفردية والزوجية                                        | أليسا كوميل · 7–5، 7–6(7–3)                                                                         | زوزانا باوليكوفسكا                           | مارجريتا سكرياينا · فانغ آن لين                | كيم يو جين · ميا تشوديجوفا · ماريا تكاشيفا · يفجينيا بردينا                  |
| 13 نوفمبر | شرم الشيخ، مصر صلبة W15 القرعة الفردية والزوجية                                        | أليسا كوميل · إيكاترينا ماكاروفا · 6–4، 6–0                                                         | ياسمين عزت زوزانا باوليكوفسكا                | مارجريتا سكرياينا · فانغ آن لين                | كيم يو جين · ميا تشوديجوفا · ماريا تكاشيفا · يفجينيا بردينا                  |
| 13 نوفمبر | المنستير، تونس صلبة W15 القرعة الفردية والزوجية                                        | كارسون برانستين 6–2، 6–3                                                                            | إميلي ويلكر                                  | فيكي فان دي بير سيلينا دال                     | جولييتا سانير يونو كيتاهارا ماري فوت يوان تشينغيي                            |
| 13 نوفمبر | المنستير، تونس صلبة W15 القرعة الفردية والزوجية                                        | آنا كانديتو أميلي شميجالوفا 7–5، 6–3                                                                | جولييتا سانير ماري فوت                       | فيكي فان دي بير سيلينا دال                     | جولييتا سانير يونو كيتاهارا ماري فوت يوان تشينغيي                            |
| 13 نوفمبر | نوليس، إسبانيا ترابية W15 القرعة الفردية والزوجية                                      | أنجيلا فيتا بولودا 6–4، 6–3                                                                         | مينا هودزيك                                  | جوديث بيريلو سافيدرا سارة تاتو                 | جيمار جيرالد غونزاليس نيكول فوسا هورغو ناديا كولب روث رورا لافيريس           |
| 13 نوفمبر | نوليس، إسبانيا ترابية W15 القرعة الفردية والزوجية                                      | إيفون كافالي رييمرز أنجيلا فيتا بولودا 6–1، 6–2                                                     | مارينا كولب ناديا كولب                       | جوديث بيريلو سافيدرا سارة تاتو                 | جيمار جيرالد غونزاليس نيكول فوسا هورغو ناديا كولب روث رورا لافيريس           |
| 13 نوفمبر | بوينس آيرس، الأرجنتين ترابية W15 القرعة الفردية والزوجية                               | تايزا غرانا بيدريتي 7–5، 6–2                                                                        | أليكسيا هارمون                               | سيلفي زاند كاميلا روميرو                       | نيكول بوج جستينا غونزاليس دانييلي كارلا ماركوس لويزينا جيوفانيني             |
| 13 نوفمبر | بوينس آيرس، الأرجنتين ترابية W15 القرعة الفردية والزوجية                               | تايزا غرانا بيدريتي كاميلا روميرو 0–6، 7–5، [10–5]                                                  | جستينا غونزاليس دانييلي سيلفي زاند           | سيلفي زاند كاميلا روميرو                       | نيكول بوج جستينا غونزاليس دانييلي كارلا ماركوس لويزينا جيوفانيني             |
| 20 نوفمبر | بطولة تاكاساكي 2 تاكاساكي، اليابان صلبة W100 فردي – زوجي                               | باي زوتشوكسوان 6–2، 6–3                                                                             | يوان يوي                                     | ليلي ميازاكي ماي هونتاما                       | أناستاسيا تيخونوفا · جانغ سو جونج · إينا كويك · سوزان لامينز                 |
| 20 نوفمبر | بطولة تاكاساكي 2 تاكاساكي، اليابان صلبة W100 فردي – زوجي                               | لوكسيكا كومخوم بينجتارن بليبويتش 6–3، 6–1                                                           | ليانغ إن شو وو فانغ شيان                     | ليلي ميازاكي ماي هونتاما                       | أناستاسيا تيخونوفا · جانغ سو جونج · إينا كويك · سوزان لامينز                 |
| 20 نوفمبر | أوبن سيوداد دي فالنسيا بلنسية، إسبانيا طين W100 فردي – زوجي                            | فيكتوريا توموفا 7–5، 6–3                                                                            | جاكلين كريستيان                              | كاتارزينا كاوا أندريا ميتو                     | ميا ريستيتش ريبيكا سرامكوفا إيرين بورييو إسكوريهيلا أليونا بولسوفا           |
| 20 نوفمبر | أوبن سيوداد دي فالنسيا بلنسية، إسبانيا طين W100 فردي – زوجي                            | فالنتيني جراماتيكوبولو أندريا ميتو 7–5، 6–4                                                         | أليونا بولسوفا ناتيلا دزالاميدزه             | كاتارزينا كاوا أندريا ميتو                     | ميا ريستيتش ريبيكا سرامكوفا إيرين بورييو إسكوريهيلا أليونا بولسوفا           |
| 20 نوفمبر | بريزبان كيو تي سي تنس الدولية بريزبان، أستراليا صلب W60 فردي – زوجي                    | تايله بريستون 6–3، 6–4                                                                              | داريا أستاخوفا                               | جوانا غارلاند كايلاه مكفي                      | بريسيلا هون ساكورا هوسوجي سيون مينديز ديستاني أيافا                          |
| 20 نوفمبر | بريزبان كيو تي سي تنس الدولية بريزبان، أستراليا صلب W60 فردي – زوجي                    | تاليا جيبسون بريسيلا هون 4–6، 7–5، [10–5]                                                           | ديستاني أيافا ماديسون إنغليس                 | جوانا غارلاند كايلاه مكفي                      | بريسيلا هون ساكورا هوسوجي سيون مينديز ديستاني أيافا                          |
| 20 نوفمبر | غوادالاخارا، المكسيك طين W40 قرعة الفردي والزوجي                                       | بريندا فارويرتوفا 6–1، 6–3                                                                          | فاليريا ستراخوفا                             | فيرونيكا ميروشناشينكو · كارلوتا مارتينيز سيريز | غابرييلا لي جولييتا لارا إيستابلي Fernanda Contreras فاني أوستلوند           |
| 20 نوفمبر | غوادالاخارا، المكسيك طين W40 قرعة الفردي والزوجي                                       | هايلي جيفارا لين سليف 6–4، 6–3                                                                      | فيرونيكا ميروشناشينكو · فاني أوستلوند        | فيرونيكا ميروشناشينكو · كارلوتا مارتينيز سيريز | غابرييلا لي جولييتا لارا إيستابلي Fernanda Contreras فاني أوستلوند           |
| 20 نوفمبر | بنغالور، الهند طين W25 قرعة الفردي والزوجي                                             | شريفالي باميديباتي 6–0، 4–6، 6–3                                                                    | زيل ديساي                                    | روتوجا بسالي لانلانا تارارودي                  | أنتونيا شميت زيبك كولامباييفا فيشنابي أدار ديليتا تشيروبيني                  |
| 20 نوفمبر | بنغالور، الهند طين W25 قرعة الفردي والزوجي                                             | ديليتا تشيروبيني أنتونيا شميت 4–6، 7–5، [10–4]                                                      | بونين كوفابيتوكيد · آنا يوريكي               | روتوجا بسالي لانلانا تارارودي                  | أنتونيا شميت زيبك كولامباييفا فيشنابي أدار ديليتا تشيروبيني                  |
| 20 نوفمبر | اللمسون، قبرص صلب W25 قرعة الفردي والزوجي                                              | هاني فانديفينكيل 6–2، 4–6، 6–4                                                                      | صوفيا كوستولاس                               | سابفو ساكيليلاريدي · أناستاسيا زخاروفا         | كاثرينا هوبغارسكي إليز مالوني ريبيكا منك مورتنسن غيومار مارستاني             |
| 20 نوفمبر | اللمسون، قبرص صلب W25 قرعة الفردي والزوجي                                              | جولي شترابلوفا هاني فانديفينكيل 6–4، 6–4                                                            | كاثرينا هوبغارسكي غيومار مارستاني            | سابفو ساكيليلاريدي · أناستاسيا زخاروفا         | كاثرينا هوبغارسكي إليز مالوني ريبيكا منك مورتنسن غيومار مارستاني             |
| 20 نوفمبر | إنترنازونالي تنس فال غاردينا سودتيرول أورتيزي، إيطاليا صلب (م) W25 قرعة الفردي والزوجي | منى بارثل 6–2، 6–7(6–8)، 6–4                                                                        | ديانا مارسنكفيتشا                            | أناستازيا كوليكوفا · يوليا خاتوكا              | كارولينا كوهل لوا بواسون كايزا هينيمان أمارني بانكس                          |
| 20 نوفمبر | إنترنازونالي تنس فال غاردينا سودتيرول أورتيزي، إيطاليا صلب (م) W25 قرعة الفردي والزوجي | أناستازيا أبابناتو كاميلا بارتوني 4–6، 2–6                                                          | أندي دي فرومي كاتارينا كوزاروف               | أناستازيا كوليكوفا · يوليا خاتوكا              | كارولينا كوهل لوا بواسون كايزا هينيمان أمارني بانكس                          |
| 20 نوفمبر | لوسادا، البرتغال صلبة (i) W25 قرعة الفردي والزوجي                                      | أرينا روديونوفا 1–6، 3–6، 4–6                                                                       | روبن أندرسون                                 | إلينا بريدانكينا · ليا بوشكوفيتش               | فرانسيسكا خورخي فيكتوريا خيمينيز كاسينتسيفا أنطونيا روزيتش أماندين مونوت     |
| 20 نوفمبر | لوسادا، البرتغال صلبة (i) W25 قرعة الفردي والزوجي                                      | مارا غوث · إلينا بريدانكينا · 1–6، 1–6                                                              | أليسيا ميلوش يوهانا سيلفا                    | إلينا بريدانكينا · ليا بوشكوفيتش               | فرانسيسكا خورخي فيكتوريا خيمينيز كاسينتسيفا أنطونيا روزيتش أماندين مونوت     |
| 20 نوفمبر | أنطاليا، تركيا ترابية W15 قرعة الفردي والزوجي                                          | ليزا زار 2–6، 1–6                                                                                   | ناتاليا سينيك                                | فيتوريا موديسيتي · فاليريا يوشينكو             | إيفا غاركوشا · زوزيا كاردافا · فلاديسلافا أندريفيسكايا · تاتيانا نيكولينكو   |
| 20 نوفمبر | أنطاليا، تركيا ترابية W15 قرعة الفردي والزوجي                                          | ألكسندرا بوسبيلوفا · ليديا راسكوفسكايا · 6–7(3–7)، 4–6، [1–10]                                      | إيوليا أندريا إيونيسكو أناستاسيا سافت        | فيتوريا موديسيتي · فاليريا يوشينكو             | إيفا غاركوشا · زوزيا كاردافا · فلاديسلافا أندريفيسكايا · تاتيانا نيكولينكو   |
| 20 نوفمبر | هيراكليون، اليونان ترابية W15 قرعة الفردي والزوجي                                      | ميشيلا لاكي 2–6، 6–2، 6–7(5–7)                                                                      | لافينيا تاناسي                               | كلاوديا بوبليت إليني كريستوفي                  | باتريسيا بوكشتيت لورا سفاتيكوفا جينيفرا بارنتيني ماريا فيتوريا فيفياني       |
| 20 نوفمبر | هيراكليون، اليونان ترابية W15 قرعة الفردي والزوجي                                      | إليني كريستوفي باتريسيا بوكشتيت 3–6، 1–6                                                            | كارولينا كرايمر أندريا روتس                  | كلاوديا بوبليت إليني كريستوفي                  | باتريسيا بوكشتيت لورا سفاتيكوفا جينيفرا بارنتيني ماريا فيتوريا فيفياني       |
| 20 نوفمبر | شرم الشيخ، مصر صلبة W15 قرعة الفردي والزوجي                                            | بريانا سزابو دون لعب                                                                                | كاتيرينا لازارينكو                           | تيجا تيرونلفيلي · عليسا كوميل                  | يفغينيا بوردينا · ماريا تكاشيفا · أنوك فرانكن بيترز · ياسمين عزت             |
| 20 نوفمبر | شرم الشيخ، مصر صلبة W15 قرعة الفردي والزوجي                                            | يفغينيا بوردينا · نينا ريديوكوفا · 7–5، 4–6، [6–10]                                                 | مريم عطية ليلي تاغر                          | تيجا تيرونلفيلي · عليسا كوميل                  | يفغينيا بوردينا · ماريا تكاشيفا · أنوك فرانكن بيترز · ياسمين عزت             |
| 20 نوفمبر | المنستير، تونس صلبة W15 قرعة الفردي والزوجي                                            | ميلانا زابرايلوفا · 2–6، 2–6                                                                        | مارا غاي                                     | كارولينا كوزاكوفا أنيا ويلدغروبر               | يوان تشينغيي نيكول جادينت كسينيا إيفريموفا ديلاورا أوكور                     |
| 20 نوفمبر | المنستير، تونس صلبة W15 قرعة الفردي والزوجي                                            | مارا غاي روز ماري نايكامب 6–3، 3–6، [9–11]                                                          | يانغ ييدي يوان تشينغيي                       | كارولينا كوزاكوفا أنيا ويلدغروبر               | يوان تشينغيي نيكول جادينت كسينيا إيفريموفا ديلاورا أوكور                     |
| 20 نوفمبر | قلعة هيناريس، إسبانيا صلبة W15 قرعة الفردي والزوجي                                     | ليان تران 5–7، 0–6                                                                                  | كريستينا دياز أدروفير                        | كيارا غيريلي تيس سوغناو                        | إيكاترينا كازيونوفا · فلادا إكشيبروفا · ماتيلدا موتافدزيك · ماري ويكرلي      |
| 20 نوفمبر | قلعة هيناريس، إسبانيا صلبة W15 قرعة الفردي والزوجي                                     | تيلويث دي جيرولامي ليان تران 6–4، 6–2                                                               | استر إيفالدو كارينا سيرتفيت                  | كيارا غيريلي تيس سوغناو                        | إيكاترينا كازيونوفا · فلادا إكشيبروفا · ماتيلدا موتافدزيك · ماري ويكرلي      |
| 20 نوفمبر | قرطبة، الأرجنتين ترابية W15 فردي وزوجي                                                 | لويزينا جيوفانيني 6–1، 6–1                                                                          | ثايسا جرانا بيدريتي                          | فرانشيسكا ماتيولي سيلفي زوند                   | ماريا فيكتوريا مارشيسيني جوستينا غونزاليس دانييل سول رابن كاميلا روميرو      |
| 20 نوفمبر | قرطبة، الأرجنتين ترابية W15 فردي وزوجي                                                 | ماريان غوميز بيسويلا كانو جوستينا غونزاليس دانييل 6–3، 4–6، [10–5]                                  | فرانشيسكا ماتيولي ماريانا زوتولي             | فرانشيسكا ماتيولي سيلفي زوند                   | ماريا فيكتوريا مارشيسيني جوستينا غونزاليس دانييل سول رابن كاميلا روميرو      |
| 27 نوفمبر | جولد كوست للتنس الدولي جولد كوست، أستراليا صلبة W60 فردي - زوجي                        | تاليا جيبسون 7–5، 6–2                                                                               | أوليفيا غاديكي                               | إيري شيميزو ميهو كوراموتشي                     | بيترا هولي ماديسون إنغليس ميليسا إركان إيفانا بوبوفيتش                       |
| 27 نوفمبر | جولد كوست للتنس الدولي جولد كوست، أستراليا صلبة W60 فردي - زوجي                        | رويسين جيلهيني مايا جوينت 7–6(7–3)، 6–1                                                             | ميليسا إركان أليسيا سميث                     | إيري شيميزو ميهو كوراموتشي                     | بيترا هولي ماديسون إنغليس ميليسا إركان إيفانا بوبوفيتش                       |
| 27 نوفمبر | إمباير وينز إندور 3 ترنافا، سلوفاكيا صلبة (داخلية) W60 فردي - زوجي                     | أرينا روديونوفا 7–6(7–1)، 5–7، 6–1                                                                  | كريستينا ملادينوفيتش                         | منى بارثل · يوليا هاتوكا                       | كاترينا بوندارينكو فرانشيسكا كورمي إلينا ميلوفانوفيتش نيجينا أبدوريموفا      |
| 27 نوفمبر | إمباير وينز إندور 3 ترنافا، سلوفاكيا صلبة (داخلية) W60 فردي - زوجي                     | ناتاليا كروشوفا تيريزا ميهاليكوفا 7–6(9–7)، 7–5                                                     | إستيل كاسينو جيسيكا ماليكوفا                 | منى بارثل · يوليا هاتوكا                       | كاترينا بوندارينكو فرانشيسكا كورمي إلينا ميلوفانوفيتش نيجينا أبدوريموفا      |
| 27 نوفمبر | تشالنجر كيو يوكوهاما، اليابان صلبة W40 فردي وزوجي                                      | أليونا فالي · 6–3، 7–5                                                                              | أيانو شيميزو                                 | وي سيجيا ماي هونتاما                           | سوزان لامنس ليلي ميازاكي مانانشايا ساوانجكايو آوي إيتو                       |
| 27 نوفمبر | تشالنجر كيو يوكوهاما، اليابان صلبة W40 فردي وزوجي                                      | ليانغ إن شو تانغ كيان هوي انسحاب                                                                    | آوي إيتو ناتسومي كاواجوتشي                   | وي سيجيا ماي هونتاما                           | سوزان لامنس ليلي ميازاكي مانانشايا ساوانجكايو آوي إيتو                       |
| 27 نوفمبر | فيراكروز، المكسيك صلبة W40 فردي وزوجي                                                  | هانا تشانغ 7–5، 6–1                                                                                 | فيكتوريا رودريغيز                            | لو جياجينغ فرانسيسكا خورخي                     | كارلوتا مارتينيز سيريز · كاترينا جوكيك · فيرونيكا ميروشنيشينكو · فيكتوريا هو |
| 27 نوفمبر | فيراكروز، المكسيك صلبة W40 فردي وزوجي                                                  | ديلاينا هيويت · فيرونيكا ميروشنيشينكو · 2–6، 6–3، [10–8]                                            | فيكتوريا هو ميلاني سولانج كريفوي             | لو جياجينغ فرانسيسكا خورخي                     | كارلوتا مارتينيز سيريز · كاترينا جوكيك · فيرونيكا ميروشنيشينكو · فيكتوريا هو |
| 27 نوفمبر | اللمسون، قبرص صلبة W25 فردي وزوجي                                                      | صوفيا كوستولاس 6–1، 6–3                                                                             | سيلفيا أمبروسيو                              | غيومار ماريستاني · أنستاسيا زا خاروفا          | كاثارينا هوغباري · تامارا كوستيتش · بولينا يا تسينكو · راناه ستويبر          |
| 27 نوفمبر | اللمسون، قبرص صلبة W25 فردي وزوجي                                                      | أنستاسيا غورييفا · بولينا يا تسينكو · انسحاب                                                        | كاتي دان ليوني كونغ                          | غيومار ماريستاني · أنستاسيا زا خاروفا          | كاثارينا هوغباري · تامارا كوستيتش · بولينا يا تسينكو · راناه ستويبر          |
| 27 نوفمبر | سلفا غاردينا، إيطاليا صلبة (م) W25 الفردي والزوجي                                      | جولي شترابلوفا 6–2، 6–2                                                                             | مارتينا كوبكا                                | كاملا بارتوني كاثينكا فون ديكمان               | أنستاسيا أبابناتو أريانا زوكيني أمارني بانكس كارولينا كوهل                   |
| 27 نوفمبر | سلفا غاردينا، إيطاليا صلبة (م) W25 الفردي والزوجي                                      | ياسماين غيمبريه مارتينا كوبكا 6–1، 6–4                                                              | بويانا مارينكوفيتش ماري ويكريلي              | كاملا بارتوني كاثينكا فون ديكمان               | أنستاسيا أبابناتو أريانا زوكيني أمارني بانكس كارولينا كوهل                   |
| 27 نوفمبر | لوسادا، البرتغال صلبة (م) W25 الفردي والزوجي                                           | مارغو روفروي 6–2، 6–3                                                                               | لوسيا شيريتش بوقاريتش                        | روبن أندرسون أماندين مونوت                     | فلادا إكشيباروفا جيني ليم فاني ستولار ناتاليا سزابانين                       |
| 27 نوفمبر | لوسادا، البرتغال صلبة (م) W25 الفردي والزوجي                                           | إليسا فانلانغدونك ستيفاني جوديث فيشر انسحاب                                                         | كايلا كروس · إلينا بريدانكينا                | روبن أندرسون أماندين مونوت                     | فلادا إكشيباروفا جيني ليم فاني ستولار ناتاليا سزابانين                       |
| 27 نوفمبر | أحمد آباد، الهند صلبة W15 الفردي والزوجي                                               | أنتونيا شميت 6–1، 6–2                                                                               | أنستاسيا سوخوتينا                            | شريفالي بالميديباتي تانيشا كشيب                | فايدي تشودري · هميرا باهارموس · إيكاترينا ياشينا · ديليتا شيوروبي            |
| 27 نوفمبر | أحمد آباد، الهند صلبة W15 الفردي والزوجي                                               | شريفالي بالميديباتي فايدي تشودري 6–1، 6–2                                                           | أكانكشا ديليب نيتوري سها صديق                | شريفالي بالميديباتي تانيشا كشيب                | فايدي تشودري · هميرا باهارموس · إيكاترينا ياشينا · ديليتا شيوروبي            |
| 27 نوفمبر | أنطاليا، تركيا طينية W15 الفردي والزوجي                                                | ناتاليا سينيك 5–1 انسحاب                                                                            | آية العوني                                   | فاليريا مايا كارجينا ماريا سارا بوبا           | مايوكا أيكاوا لي إيون هي فرانسيسكا باكي آن يوجين                             |
| 27 نوفمبر | أنطاليا، تركيا طينية W15 الفردي والزوجي                                                | آية العوني فرانسيسكا باكي 6–0، 6–4                                                                  | مايوكا أيكاوا هايني أوجاتا                   | فاليريا مايا كارجينا ماريا سارا بوبا           | مايوكا أيكاوا لي إيون هي فرانسيسكا باكي آن يوجين                             |
| 27 نوفمبر | هيراكليون، اليونان طينية W15 الفردي والزوجي                                            | كلوديا ببيليت 6–3، 6–1                                                                              | كارمن أندريا هيريا                           | إيليني كريستوفي جينيفرا بارنتيني               | ماريا فيتوريا فيفياني كارولين براك ليزا فارول لارا ميشيل                     |
| 27 نوفمبر | هيراكليون، اليونان طينية W15 الفردي والزوجي                                            | ستيلا كوفاتشيكوفا يانيكا كوسي 7–6(7–5)، 6–7(7–9)، [10–8]                                            | باتريشيا باوكشتيت ليزا فارول                 | إيليني كريستوفي جينيفرا بارنتيني               | ماريا فيتوريا فيفياني كارولين براك ليزا فارول لارا ميشيل                     |
| 27 نوفمبر | شرم الشيخ، مصر صلبة W15 الفردي والزوجي                                                 | فيرونيكا إوالد 7–5، 6–7(5–7)، 6–1                                                                   | ماريا غولوفينا                               | ماريا تكاتشيفا · ياسمين عزت                    | إيفجينيا بورودينا · أوليفيا بيرجلر · مايا دروزد · يوليا بيرابيخينا           |
| 27 نوفمبر | شرم الشيخ، مصر صلبة W15 الفردي والزوجي                                                 | كيم يو-جين لين فانغ-أن 6–4، 7–6(7–5)                                                                | أليسا كميل · يكاترينا ماكاروفا               | ماريا تكاتشيفا · ياسمين عزت                    | إيفجينيا بورودينا · أوليفيا بيرجلر · مايا دروزد · يوليا بيرابيخينا           |
| 27 نوفمبر | المنستير، تونس صلب W15 نتائج الفردي والزوجي                                            | ميلانا زابرايلوفا · 6–2، 2–6، 6–3                                                                   | سارة فان إمست                                | أندريا برسكاريو يوانا زفونارو                  | مارتينا سبيرالي فيكي فان دي بير آنا كانديوتو جوليا آدامز                     |
| 27 نوفمبر | المنستير، تونس صلب W15 نتائج الفردي والزوجي                                            | آنا كانديوتو أندريا برسكاريو 6–1، 6–0                                                               | أميناتا سال ماري فيليت                       | أندريا برسكاريو يوانا زفونارو                  | مارتينا سبيرالي فيكي فان دي بير آنا كانديوتو جوليا آدامز                     |
| 27 نوفمبر | فالنسيا، إسبانيا طين W15 نتائج الفردي والزوجي                                          | شانتال سوفنت 6–4، 6–7(10–12)، 6–3                                                                   | تيانتسوا سارة راكوتومانجا راجاونا            | جينا فيستل ماريا توما                          | ميهائيلا جاكوفيتش مينا هودزيك مارسيلينا بودلينسكا جوديث بيريو سافيدرا        |
| 27 نوفمبر | فالنسيا، إسبانيا طين W15 نتائج الفردي والزوجي                                          | مارتينا جينيس سالاس تيانتسوا سارة راكوتومانجا راجاونا 2–6، 6–2، [10–8]                              | إنولا كييزا أليسندرا مازولا                  | جينا فيستل ماريا توما                          | ميهائيلا جاكوفيتش مينا هودزيك مارسيلينا بودلينسكا جوديث بيريو سافيدرا        |

### ديسمبر
| الأسبوع   | البطولة                                                                  | الفائزات                                               | الوصيفات                            | المتأهلات لنصف النهائي                 | المتأهلات لربع النهائي                                                             |
| --------- | ------------------------------------------------------------------------ | ------------------------------------------------------ | ----------------------------------- | -------------------------------------- | ---------------------------------------------------------------------------------- |
| 4 ديسمبر  | تحدي التنس في الحبتور دبي، الإمارات العربية المتحدة صلب W100 فردي – زوجي | أنستازيا تيكونوفا · 6–1، 6–4                           | أريان هارتونو                       | نيجينا أبدوريموفا هيذر واتسون          | إيزابيلا شنيكوفا · يوليا هاتوكَا · ريبيكا سرامكوفا · كسينيا زايتسيفا                |
| 4 ديسمبر  | تحدي التنس في الحبتور دبي، الإمارات العربية المتحدة صلب W100 فردي – زوجي | تيميا بابوش · فيرا زفوناريفا · 6–1، 2–6، [10–7]        | أوليفيا نيكولز هيذر واتسون          | نيجينا أبدوريموفا هيذر واتسون          | إيزابيلا شنيكوفا · يوليا هاتوكَا · ريبيكا سرامكوفا · كسينيا زايتسيفا                |
| 4 ديسمبر  | المنستير، تونس صلب W25 فردي وزوجي                                        | أنتونيا روزيتش 3–6، 6–4، 7–5                           | أيلا أكسو                           | بولينا إياتشينكو · ديانا مارتينوف      | فيكتوريا خيمينيز كاسينتسيفا · أنستاسيا غوريفا · سابفو ساكيلاريدي · أندريا بريساريو |
| 4 ديسمبر  | المنستير، تونس صلب W25 فردي وزوجي                                        | مغالي كيمبين لارا سالدين 6–7(5–7)، 6–4، [10–4]         | كاتارينا هوبجارسكي سابفو ساكيلاريدي | بولينا إياتشينكو · ديانا مارتينوف      | فيكتوريا خيمينيز كاسينتسيفا · أنستاسيا غوريفا · سابفو ساكيلاريدي · أندريا بريساريو |
| 4 ديسمبر  | موجي داس كروزيز، البرازيل طين W25 فردي وزوجي                             | فرانسيسكا خورخي 6–1، 6–1                               | جوستينا ميكولسكيت                   | ماريا ماطياس آنا صوفيا سانشيز          | كادن بريس تايسا جرنا بيدريتي سلينا جانيسيوفيتش آنا كانديوتو                        |
| 4 ديسمبر  | موجي داس كروزيز، البرازيل طين W25 فردي وزوجي                             | آنا كانديوتو ميلاني سولانجي كريوش 6–2، 1–6، [10–6]     | نيكول فوسا هيرغو جوستينا ميكولسكيت  | ماريا ماطياس آنا صوفيا سانشيز          | كادن بريس تايسا جرنا بيدريتي سلينا جانيسيوفيتش آنا كانديوتو                        |
| 4 ديسمبر  | أنطاليا، تركيا طين W15 فردي وزوجي                                        | أماريسا كيارا توث 6–1، 6–2                             | يانا بوجوفيتش                       | نيكول ريفكين باشاك إرايدن              | كاثرين بارنز · مايوكا أيكاوا · أسيلجان أريستانبيكوفا · كسينيا لاسكوتوفا            |
| 4 ديسمبر  | أنطاليا، تركيا طين W15 فردي وزوجي                                        | نيكول ريفكين كاترينا تسيجوروفا 6–3، 7–5                | مايوكا أيكاوا ماري متراوكس          | نيكول ريفكين باشاك إرايدن              | كاثرين بارنز · مايوكا أيكاوا · أسيلجان أريستانبيكوفا · كسينيا لاسكوتوفا            |
| 4 ديسمبر  | شرم الشيخ، مصر صلب W15 فردي وزوجي                                        | كيرا بافلوفا · 6–1، 7–6(7–3)                           | ماريا تكاكيفا                       | إفجينيا بوردينا · ساندرا سمير          | ربكا مونك مورتنسن · كارولا باتريشيا بيجينارو · أليسا كوميل · ياسمين عزت            |
| 4 ديسمبر  | شرم الشيخ، مصر صلب W15 فردي وزوجي                                        | كارولا باتريشيا بيجينارو كاترينا كوجميفا 6–3، 7–6(7–5) | ماريا تكاكيفا · داريا زيلينسكايا    | إفجينيا بوردينا · ساندرا سمير          | ربكا مونك مورتنسن · كارولا باتريشيا بيجينارو · أليسا كوميل · ياسمين عزت            |
| 4 ديسمبر  | فالنسيا، إسبانيا طين W15 فردي وزوجي                                      | روث روورا لافيراس 7–5، 6–2                             | تينتسوا سارا راكوتومانجا راجوناه    | كايتانا جاي جيسيكا بيرتولدو            | يكاترينا رينجولد · شانتال سوفانت · أوانا جورجيتا سيميون · سارة تاتو                |
| 4 ديسمبر  | فالنسيا، إسبانيا طين W15 فردي وزوجي                                      | إينيس مورتا أوانا جورجيتا سيميون 7–6(7–0)، 6–2         | لاورا بونر آني فانجيلوفا            | كايتانا جاي جيسيكا بيرتولدو            | يكاترينا رينجولد · شانتال سوفانت · أوانا جورجيتا سيميون · سارة تاتو                |
| 11 ديسمبر | فاكاريا أوبن بلدية فاكاريا، البرازيل طين (i) W60 فردي – زوجي             | سيلينا جانيسيفيتش 3–6، 6–3، 6–2                        | فرانسيسكا خورخي                     | ماريا لورد كارلي جوليا رييرا           | نيكول فوسا هيرغو مارتينا كابورو تابوردا سولانا سييرا ثايسا جرانا بيدريتي           |
| 11 ديسمبر | فاكاريا أوبن بلدية فاكاريا، البرازيل طين (i) W60 فردي – زوجي             | رومينا كونيو جوستينا ميكولسكيت 6–2، 6–3                | فرانسيسكا خورخي ماتيلدي خورخي       | ماريا لورد كارلي جوليا رييرا           | نيكول فوسا هيرغو مارتينا كابورو تابوردا سولانا سييرا ثايسا جرانا بيدريتي           |
| 11 ديسمبر | شرم الشيخ، مصر صلب W25 قرعة الفردي والزوجي                               | ماريام بولكفادزي 6–2، 6–1                              | إيلينا بريدانكينا                   | ألكسندرا شوبلادزي · كاتي دان           | ساندرا سمير · كيرا بافلوفا · كارولا باتريسيا بيجينارو · مارينا ميلنيكوفا           |
| 11 ديسمبر | شرم الشيخ، مصر صلب W25 قرعة الفردي والزوجي                               | فيكتوريا ميخايلوفا · ماريا تكاشيفا · 6–4، 3–6، [13–11] | مايا خوالينسكا جينا فيستل           | ألكسندرا شوبلادزي · كاتي دان           | ساندرا سمير · كيرا بافلوفا · كارولا باتريسيا بيجينارو · مارينا ميلنيكوفا           |
| 11 ديسمبر | المنستير، تونس صلب W25 قرعة الفردي والزوجي                               | ألينا تشاريفا · 6–2، 6–4                               | غيومار مارستاني                     | أندريا بريساكاريو لولا راديفوييفيتش    | نوريا برانكاتشيو نادين كيلر ألكسندرا فيسيك ماغالي كيمبين                           |
| 11 ديسمبر | المنستير، تونس صلب W25 قرعة الفردي والزوجي                               | أيومي كوشيشي وانغ جياقي وصول ميسر                      | جيني ليم نينا رادوفانوفيتش          | أندريا بريساكاريو لولا راديفوييفيتش    | نوريا برانكاتشيو نادين كيلر ألكسندرا فيسيك ماغالي كيمبين                           |
| 11 ديسمبر | نيروبي، كينيا ترابي W25 قرعة الفردي والزوجي                              | فاليريا ستراكوفا 6–4، 5–7، 6–1                         | إيميلين دارتون                      | إيما ليني سادا ناهيمانا                | صوفيا روكيتشي لو جياجينغ مارتينا كولميجنا جيسي أني                                 |
| 11 ديسمبر | نيروبي، كينيا ترابي W25 قرعة الفردي والزوجي                              | فاني أوستلوند فاليريا ستراكوفا 6–4، 7–6(7–5)           | ناغومي هيغاشيتاني أنجيلا أوكوتوي    | إيما ليني سادا ناهيمانا                | صوفيا روكيتشي لو جياجينغ مارتينا كولميجنا جيسي أني                                 |
| 11 ديسمبر | ويلينغتون، نيوزيلندا صلب W15 قرعة الفردي والزوجي                         | ماو موشيكا 6–2، 6–1                                    | مرسيدس أريستيغي                     | ميكاييلا باييرلوفا هيكارو ساتو         | يوكا هوسوكي هايني أوغاتا رينيه تشانغ ناناري كاتسومي                                |
| 11 ديسمبر | ويلينغتون، نيوزيلندا صلب W15 قرعة الفردي والزوجي                         | يوي تشيكا رايشي ناناري كاتسومي 6–3، 6–3                | إيلا سيمونز بيل تومبسون             | ميكاييلا باييرلوفا هيكارو ساتو         | يوكا هوسوكي هايني أوغاتا رينيه تشانغ ناناري كاتسومي                                |
| 11 ديسمبر | أنطاليا، تركيا ترابي W15 قرعة الفردي والزوجي                             | أماريسا كيارا توث 6–2، 6–0                             | يانا بوجوفيتش                       | فرانشيسكا باتشي · رادا زولوتاريفا      | نيكول ريفكين ماري ميتروكس جوليا ستاماتوفا ناتاليا سينيك                            |
| 11 ديسمبر | أنطاليا، تركيا ترابي W15 قرعة الفردي والزوجي                             | أماريسا كيارا توث · رادا زولوتاريفا · 6–1، 6–4         | ريكي دي كونينغ مادليف هاغيمان       | فرانشيسكا باتشي · رادا زولوتاريفا      | نيكول ريفكين ماري ميتروكس جوليا ستاماتوفا ناتاليا سينيك                            |
| 11 ديسمبر | مليلية، إسبانيا ترابي W15 قرعة الفردي والزوجي                            | تيانتسوا سارة راكوتومانجا راجاوناه 6–2، انسحاب         | إينيس مورتا                         | أوانا جورجيتا سيميون بولا أرياس مانخون | شانتال سافانت أفريقيا بورييو بيريزاك أناستاسيا سافتا جيورجيا بينتو                 |
| 11 ديسمبر | مليلية، إسبانيا ترابي W15 قرعة الفردي والزوجي                            | باتريسيا باوكشتيتي شانتال سافانت 6–4، 7–5              | إينيس مورتا أولجا باريس أزكويتي     | أوانا جورجيتا سيميون بولا أرياس مانخون | شانتال سافانت أفريقيا بورييو بيريزاك أناستاسيا سافتا جيورجيا بينتو                 |
| 18 ديسمبر | باباموا، نيوزيلندا صلب W25 قرعة الفردي والزوجي                           | تاليا جيبسون 6–3، 6–4                                  | إيفانا بوبوفيتش                     | فالنتينا ايفانوف بيترا هول             | هيكارو ساتو ميو موشيكا مايا جوينت جيد أوتواي                                       |
| 18 ديسمبر | باباموا، نيوزيلندا صلب W25 قرعة الفردي والزوجي                           | ميو موشيكا هيكارو ساتو 6–4، 5–7، [10–8]                | ميكايلا بايرلوفا ألانا بارنابي      | فالنتينا ايفانوف بيترا هول             | هيكارو ساتو ميو موشيكا مايا جوينت جيد أوتواي                                       |
| 18 ديسمبر | سولابور، الهند صلب W25 قرعة الفردي والزوجي                               | سهاجا يامالابالي 6–4، 6–3                              | إيكاترينا ماكاروفا                  | ساكي إيمامورا ديانا مارسنكفيتشا        | هيرومي آبي · داريا كوداشوفا · سافو ساكيلاريدي · فيديهي شوداري                      |
| 18 ديسمبر | سولابور، الهند صلب W25 قرعة الفردي والزوجي                               | هيرومي آبي ساكي إيمامورا 6–3، 6–1                      | فونا كوزاكي ميساكي ماتسودا          | ساكي إيمامورا ديانا مارسنكفيتشا        | هيرومي آبي · داريا كوداشوفا · سافو ساكيلاريدي · فيديهي شوداري                      |
| 18 ديسمبر | نيروبي، كينيا طين W25 قرعة الفردي والزوجي                                | أنجيلا أوكوتويي 6–3، 1–6، 6–1                          | لينا باباداكس                       | فاني أوستلوند لوسي نغويين تان          | فاليريا ستراخوفا إيما لين ميريانا تونا سادا ناهيمانا                               |
| 18 ديسمبر | نيروبي، كينيا طين W25 قرعة الفردي والزوجي                                | سادا ناهيمانا أنجيلا أوكوتويي 6–4، 3–6، [10–7]         | جيسي آني لينا باباداكس              | فاني أوستلوند لوسي نغويين تان          | فاليريا ستراخوفا إيما لين ميريانا تونا سادا ناهيمانا                               |
| 18 ديسمبر | أنطاليا، تركيا طين W15 قرعة الفردي والزوجي                               | أناستاسيا سافتا 4–6، 6–0، 6–4                          | كاترينا تسيجوروفا                   | باندا بارثا · ديانا ديميدوفا           | كوستانزا ترافيرسي · دينيسلافا غلوشكوفا · إيكاترينا إيفانوفا · أناستاسيا لوباتا     |
| 18 ديسمبر | أنطاليا، تركيا طين W15 قرعة الفردي والزوجي                               | أناستاسيا سافتا · رادا زولوتاريفا · 6–2، 6–0           | باندا بارثا إلاي يوريك              | باندا بارثا · ديانا ديميدوفا           | كوستانزا ترافيرسي · دينيسلافا غلوشكوفا · إيكاترينا إيفانوفا · أناستاسيا لوباتا     |
| 18 ديسمبر | المنستير، تونس صلب W15 قرعة الفردي والزوجي                               | داريا خوموتسيانسكايا · 6–0، 4–2 انسحاب                 | وانغ جياكي                          | سيلينا دال نينا رادوفانوفيتش           | تيس سوجنو تيلويث دي جيرولامي ستيفاني جوديث فيشير ماري فيليه                        |
| 18 ديسمبر | المنستير، تونس صلب W15 قرعة الفردي والزوجي                               | سيلينا دال ستيفاني جوديث فيشير 6–2، 6–3                | شيراز بشري · ميلانا جابرايلوفا      | سيلينا دال نينا رادوفانوفيتش           | تيس سوجنو تيلويث دي جيرولامي ستيفاني جوديث فيشير ماري فيليه                        |
| 25 ديسمبر | نافي مومباي، الهند صلب W40 قرعة الفردي والزوجي                           | ميوكا أوجيجيما 6–4، 6–1                                | إيكاترينا ماكاروفا                  | ديانا مارسنكفيتشا ميساكي ماتسودا       | ساكي إيمامورا · داريا كوداشوفا · إيكاترينا ياشينا · ناهو ساتو                      |
| 25 ديسمبر | نافي مومباي، الهند صلب W40 قرعة الفردي والزوجي                           | كاميلا بارتوني · إيكاترينا ماكاروفا · 6–3، 1–6، [10–7] | فونا كوزاكي ميساكي ماتسودا          | ديانا مارسنكفيتشا ميساكي ماتسودا       | ساكي إيمامورا · داريا كوداشوفا · إيكاترينا ياشينا · ناهو ساتو                      |
| 25 ديسمبر | المنستير، تونس صلب W15 قرعة الفردي والزوجي                               | كسينيا إفريموفا 7–6(7–5)، 6–0                          | سيلينا دال                          | ميلانا جابرايلوفا · شتيفانيا بوجيكا    | أديتيا كاروناراتني شيراز بشري كاترينا لازارينكو وانغ جياكي                         |
| 25 ديسمبر | المنستير، تونس صلب W15 قرعة الفردي والزوجي                               | ملك العلامي مالوينا روينسكا 7–5، 6–1                   | سيلينا أتاي · آنا سيمينوفا          | ميلانا جابرايلوفا · شتيفانيا بوجيكا    | أديتيا كاروناراتني شيراز بشري كاترينا لازارينكو وانغ جياكي                         |

## روابط خارجية
- الاتحاد الدولي لكرة المضرب (ITF)